# Le Quesnoy
Pour les articles homonymes, voir Quesnoy.
Le Quesnoy [lə kenwa] est une commune française, située dans le département du Nord (59) et la région Hauts-de-France.
Elle a gardé intacts ses remparts caractéristiques qui montrent l'évolution de l'art de la défense du XVIIe siècle (l'époque dite espagnole) au début du XXe siècle, en passant par le célèbre Vauban qui en modifia l'aspect.

## Géographie
Le Quesnoy se situe dans le sud-est du département du Nord (Hainaut) et fait partie du parc naturel régional de l'Avesnois.
En fait, Le Quesnoy fait partie administrativement de l'Avesnois et historiquement du Hainaut.
La commune se trouve à 70 km de Lille (préfecture du Nord), à 3 km de la forêt de Mormal, au centre d'un triangle Valenciennes, Cambrai et Maubeuge.
La ville est située sur un plateau encerclé par les vallées naissantes de l'Écaillon et de la Rhonelle.
La Belgique se trouve à 10 km.
| Villers-Pol | Orsinval    | Frasnoy Villereau          |
| Ruesnes     | Quesnoy     |                            |
| Beaudignies | Ghissignies | Potelle Louvignies-Quesnoy |

### Hydrographie

#### Réseau hydrographique
La commune est située dans le bassin Artois-Picardie. Elle est drainée par la Rhonelle, l'Hirondelle ou Escaut, le ruisseau de l'Ange, le canal de l'écaillon, le Faubourg Faulroeux, le Quesnoy, le ruisseau le roniau et divers autres petits cours d'eau,.
La Rhonelle, d'une longueur de 32 km, prend sa source dans la commune de Locquignol et se jette  dans le Vieil Escaut à Valenciennes, après avoir traversé douze communes.

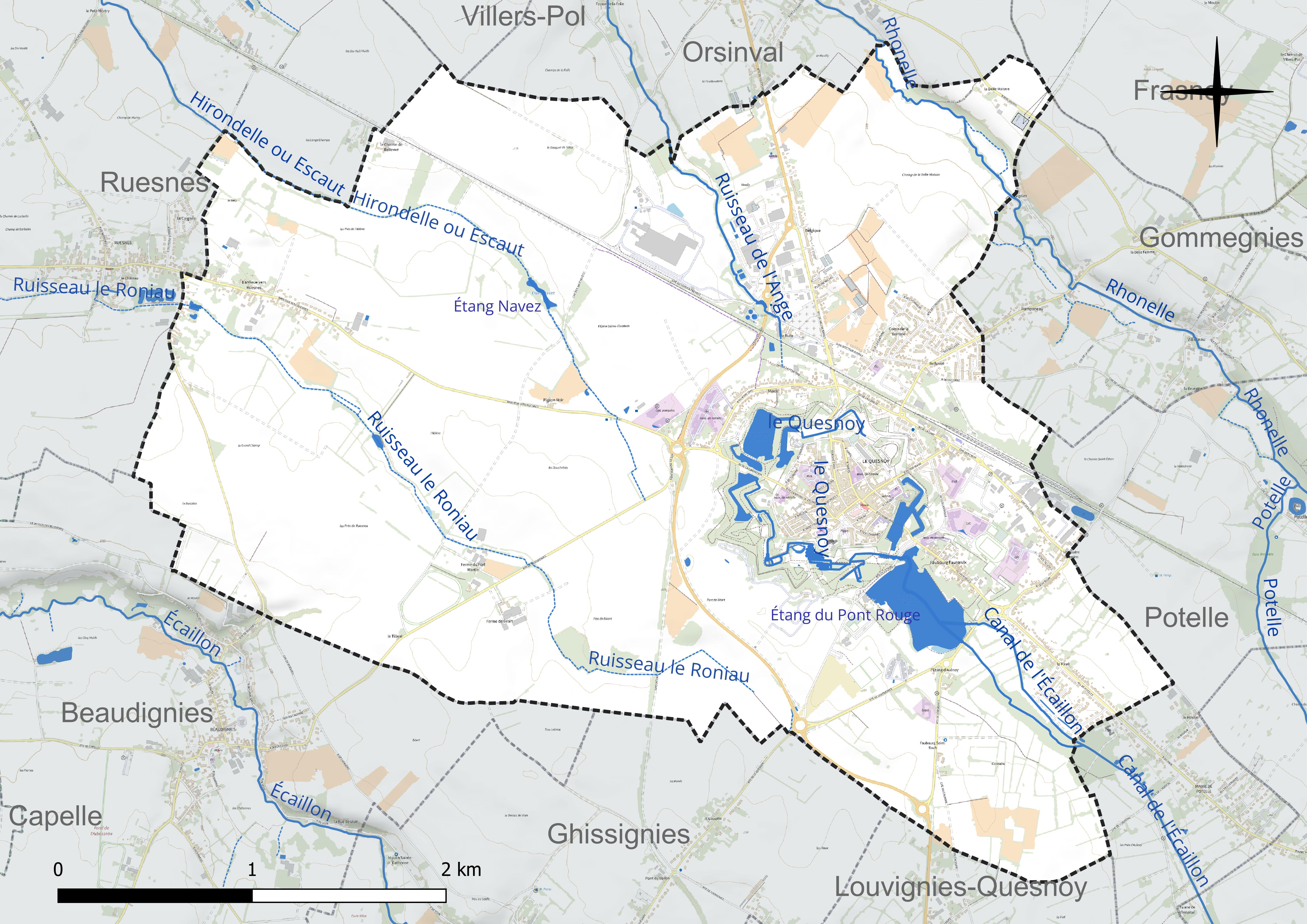
Réseau hydrographique du Quesnoy.

Trois plans d'eau complètent le réseau hydrographique : l'étang du Fer à Cheval (5 ha), l'étang du Pont Rouge (13,5 ha) et l'étang Navez (0,5 ha),.

#### Gestion et qualité des eaux
Le territoire communal est couvert par le schéma d'aménagement et de gestion des eaux (SAGE) « Escaut ». Ce document de planification concerne un territoire de 2 005 km2 de superficie, délimité par le bassin versant de l'Escaut. Le périmètre a été arrêté le 9 juin 2006 et le SAGE proprement dit a été approuvé le 13 juillet 2021. La structure porteuse de l'élaboration et de la mise en œuvre est le syndicat mixte Escaut et Affluents (SyMEA).
La qualité des cours d'eau peut être consultée sur un site dédié géré par les agences de l'eau et l'Agence française pour la biodiversité.

### Climat
Pour des articles plus généraux, voir Climat des Hauts-de-France et Climat du Nord.
En 2010, le climat de la commune est de type climat océanique dégradé des plaines du Centre et du Nord, selon une étude du CNRS s'appuyant sur une série de données couvrant la période 1971-2000. En 2020, Météo-France publie une typologie des climats de la France métropolitaine dans laquelle la commune est exposée à un climat océanique altéré et est dans la région climatique Nord-est du bassin Parisien, caractérisée par un ensoleillement médiocre, une pluviométrie moyenne régulièrement répartie au cours de l'année et un hiver froid (3 °C).
Pour la période 1971-2000, la température annuelle moyenne est de 9,8 °C, avec une amplitude thermique annuelle de 15 °C. Le cumul annuel moyen de précipitations est de 796 mm, avec 12,3 jours de précipitations en janvier et 9,8 jours en juillet. Pour la période 1991-2020, la température moyenne annuelle observée sur la station météorologique la plus proche, située sur la commune de Valenciennes à 15 km à vol d'oiseau, est de 11,0 °C et le cumul annuel moyen de précipitations est de 694,1 mm,. Pour l'avenir, les paramètres climatiques de la commune estimés pour 2050 selon différents scénarios d'émission de gaz à effet de serre sont consultables sur un site dédié publié par Météo-France en novembre 2022.

## Urbanisme

### Typologie
Au 1er janvier 2024, Le Quesnoy est catégorisée bourg rural, selon la nouvelle grille communale de densité à sept niveaux définie par l'Insee en 2022.
Elle appartient à l'unité urbaine du Quesnoy, une agglomération intra-départementale regroupant cinq  communes, dont elle est ville-centre,,. Par ailleurs la commune fait partie de l'aire d'attraction de Valenciennes (partie française), dont elle est une commune de la couronne,. Cette aire, qui regroupe 102 communes, est catégorisée dans les aires de 200 000 à moins de 700 000 habitants,.

### Occupation des sols
L'occupation des sols de la commune, telle qu'elle ressort de la base de données européenne d'occupation biophysique des sols Corine Land Cover (CLC), est marquée par l'importance des territoires agricoles (76,6 % en 2018), en diminution par rapport à 1990 (80,1 %). La répartition détaillée en 2018 est la suivante : 
terres arables (52,9 %), prairies (23,7 %), zones urbanisées (14,5 %), espaces verts artificialisés, non agricoles (7,1 %), zones industrielles ou commerciales et réseaux de communication (1,8 %). L'évolution de l'occupation des sols de la commune et de ses infrastructures peut être observée sur les différentes représentations cartographiques du territoire : la carte de Cassini (XVIIIe siècle), la carte d'état-major (1820-1866) et les cartes ou photos aériennes de l'IGN pour la période actuelle (1950 à aujourd'hui).

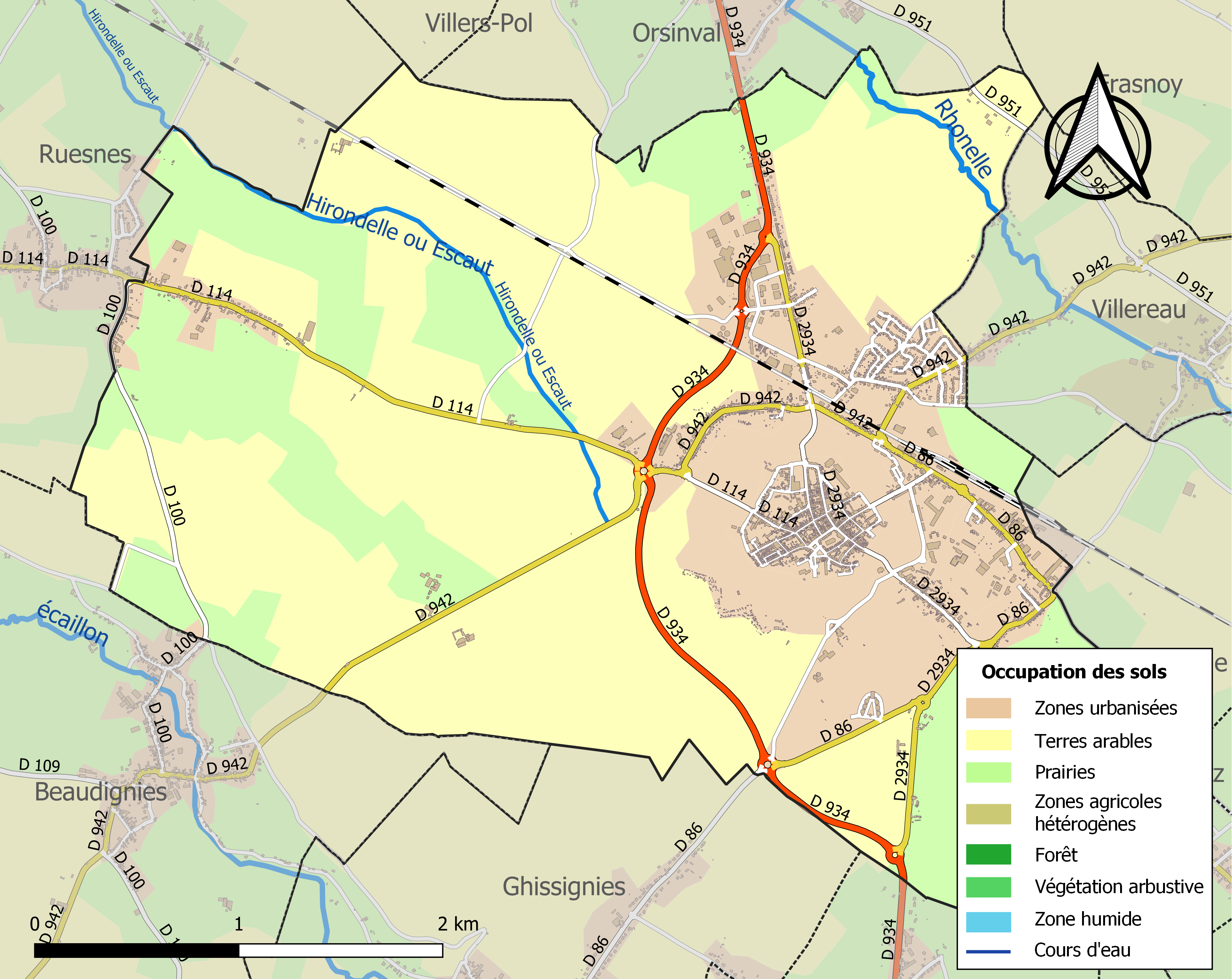
Carte des infrastructures et de l'occupation des sols de la commune en 2018 (CLC).

## Toponymie
Le Quesnoy est d'abord attesté sous des formes latinisées accompagnées du nom de son prétendu fondateur, le dénommé Haymon ou Aymond : Haymonis Quercitum; Quercitum (formes latinisées d'après le latin Quercus, chêne, terme qui ne s'est jamais imposé en Gaule, contrairement au terme rouvre issu du latin robur qui désigne une sorte de chêne.); Caisnetum dans les chartes latinisées d'après le picard du XIe au XIVe siècle; Haismont-Caisnoit; Le Kaisnoit; Le Caisnoy; Caisnoit; Quesnoyt dans les titres romans de la même période (cartulaires du Hainaut, de Cambrai, et de Condé.).
La forme « Quenoy » est l'équivalent picard du français central chênaie et signifie exactement la même chose.
En picard, comme en normand septentrional au nord de la ligne Joret, le groupe /ca-/ latin n'a pas évolué comme en français, d'où par exemple quièvre / quèvre, chèvre issu du latin capra ou quen / quien, chien du latin canu(s) ou quemin, chemin issu du latin d'origine gauloise *cammino- et quêne, anciennement caisne, puis quesne, chêne issu du latin cassinus (d'après latin fraxinus > frêne) d'origine gauloise *cassăno-. Le suffixe -oy est la forme prise par le suffixe latin -etu(m) dans le domaine dialectal picard qui regroupe une grande partie du Nord de la France et quelques communes de Belgique, ailleurs dans le domaine d'oïl -etu(m) a produit -ey ou -ay, d'abord masculin, puis -aie féminin. Ce suffixe sert à désigner un ensemble d'arbres appartenant à la même espèce.
Kiezenet en flamand.

## Histoire

### Le Quesnoy au Moyen Âge

#### Des origines aux premiers remparts de la cité quercitaine
Sans être encore une bourgade à l'époque de Jules César, la région était occupée par les Nerviens. 
 Près de la porte Fauroeulx de la ville, en 1933, fut découvert des poteries romaines. Sous les Mérovingiens et les Carolingiens, on ne trouve aucune trace d'agglomération importante dans la région quercitaine. Toutefois, l'historien Jacques de Guise, prétend qu'à cette époque aurait été fondée la cité par un preux chevalier nommé Aymond, qui aurait vécu vers l'an 800 : « Cellui Aymond estoit comte de Faumars (Famars) et de(s) Ardennes, aussi par sa fidélité qu'il tenoit au roi chassa tous ses quatre fils et se tindrent es bois plus profondz, là où ils firent faire une forteresse et ung lieu nommé Carcetus, c'est le Quesnoy. » (L'histoire légendaire de la chanson de Geste de Renaud de Montauban du cheval Bayard et des quatre fils Aymond est toujours connue de nos jours de la forêt des Ardennes à la forêt d'Orléans).
Cependant, de cette assertion, l'historien de Valenciennes d'Oultreman dira qu'il peut s'agir d'un personnage du nom de Aymon : Aymon, gouverneur du Ponthieu ? Et d'ajouter, l'historien Jules Duvivier, qu'il s'agirait plutôt du nom d'un régisseur du comte de Hainaut : en effet, au VIIIe siècle, des portions de territoires situés autour de la ville actuelle appartenaient à les Leudes, c'est-à-dire à des compagnons des rois francs, à qui ils auraient été accordés. Au IXe siècle, la région fut occupée par les Vikings qui s'y établirent : remontant les fleuves, vers l'an 842 à l'époque du roi Charles le Chauve, ceux-ci furent bloqués à Valenciennes, car les cours d'eau devenaient trop étroits pour leurs bateaux. Plus tard, le territoire du Quesnoy devint un alleu appartenant à la masse épiscopale de Cambrai et répondant au nom de Noflus, latinisé au Moyen Âge en Novem fluctibus. Enfin, en 1148, cet alleu aurait été vendu par l'évêque Nicolas de Chièvres, au comte Baudouin IV de Hainaut.

#### Baudouin IV de Hainaut
Au milieu du XIIe siècle, le comte de Hainaut Baudouin IV dit le bâtisseur, entoura la cité du Quesnoy de fossés et de remparts et construisit également en l'an 1150 un important château devenu le centre des fortifications de la ville (aujourd'hui, le Centre Cernay et la caserne des pompiers).
Ce château possédait une tour : l'ensemble constituant une forteresse. Alix de Namur, épouse de Baudouin IV dota le château d'une chapelle dédiée à saint Jean-Baptiste. Le château possédait un parc appelé « Bois du Gard » dans lequel se rencontrait des cerfs, des daims et du gibier sauvage. Ce parc s'étendait vers le sud-est (vers Beaudignies et au bord de celui-ci se rencontrait un moulin situé près de marécages surnommés « l'Étang du Gard ». Désireux de peupler sa nouvelle ville fortifiée du Quesnoy, le comte édicta en 1161 une charte accordant de nombreux privilèges aux habitants : la cité prospéra... on y rencontrait un mayeur, des échevins, des hommes de fiefs (notaires), une hôtellerie, un hôpital et à l'extérieur, une maladrerie pour accueillir les lépreux (la maladie de la lèpre avait été rapportée par les Croisés de l'Orient). Baudouin et son épouse résidaient encore, selon les parchemins, en 1169 au Quesnoy. Le fils du comte (le futur Baudouin V de Hainaut) épousa la dite année 1169 au Quesnoy Marguerite d'Alsace, sœur de Thierry d'Alsace comte de Flandre : les noces furent somptueuses et l'empereur germanique Frédéric Barberousse y assista en personne.

#### Baudouin V de Hainaut
Baudouin V de Hainaut hérita en 1171 du titre de comte de Hainaut à la suite du décès de son père : il fut surnommé le Courageux (il fut également plus tard, Baudouin VIII comte de Flandre). Le nouveau comte préféra cependant demeurer à Valenciennes plutôt qu'au Quesnoy. En 1184, le comte eut à lutter contre une coalition formée par le sire d'Avesnes, le comte de Brabant et son beau-frère le comte de Flandre : le Hainaut fut ravagé de tous côtés. Dans l'impossibilité de défendre Le Quesnoy, le comte de Hainaut, avec l'assentiment des habitants, fit brûler la ville pour que les assaillants ne puissent l'occuper : les Quercitains se réfugièrent dans leur château qui résista victorieusement aux assauts du comte de Flandre. 
 Pendant ce temps, Baudouin V de Hainaut se trouvait à Mons, rassemblant et concentrant ses troupes. Le comte de Flandre vint alors aux remparts de Mons pour tenter de prendre la ville : celle-ci résista. Il en fut de même pour la ville de Maubeuge. 
Pendant ce temps, au Quesnoy, le sire de Trazegnies qui commandait la garnison fit une sortie et surprit les Flamands dans leur camp de Viesly. Une paix intervint finalement entre les belligérants. Le Quesnoy se releva de ses ruines et redevint le séjour préféré des comtes de Hainaut qui s'y livraient à la chasse et entretenaient une cour brillante. À partir de 1194, le comte Baudouin V se fixa définitivement au Quesnoy. La même année, Pierre Pitens, chapelain du comte, fonda un modeste hôpital qui fut doté des revenus de terres : cet hôpital sera à l'origine de l'abbaye Sainte-Élisabeth du Quesnoy (située rue Achille-Carlier dans la ville) qu'occuperont des Augustines venues de l'Abbaye de Prémy, près de Cambrai.

#### Baudouin VI de Hainaut
Baudouin VI de Hainaut dit « de Constantinople » (il fut aussi Baudouin IX comte de Flandre) succéda en 1195, au titre de comte de Hainaut à la suite du décès de son père. Né à Valenciennes en 1171, il épousera plus tard Marie de Champagne, nièce du roi de France : à cette époque les liens étaient très étroits avec la France (Philippe-Auguste, roi de France, avait épousé Isabelle de Hainaut, sœur de Baudouin VI.) Il réunit également entre ses mains le comté de Flandre. En 1200, il prit la croix (départ en Croisade) et laissa la régence de ses États à son frère Philippe, à son oncle Guillaume et à Bouchard d'Avesnes, précepteur de sa fille cadette Marguerite de Hainaut. Plus tard, il fut élu par les Croisés empereur de Constantinople, mais fut fait prisonnier en 1205, par des Grecs alliés aux Bulgares : il ne reparut jamais plus. Il laissa deux filles, Jeanne et Marguerite.

#### Jeanne de Flandre
Sans nouvelles depuis l'année 1205 de son père Baudouin VI, sa fille aînée, Jeanne de Flandre (dite aussi, Jeanne de Constantinople), héritière de la Flandre et du Hainaut, prit les rênes de ses États : elle épousa en 1211, son cousin Ferdinand de Portugal (choix proposé par le roi de France, son oncle) qui devint par elle comte de Flandre. Mais la Flandre était alliée aux anglais et aux allemands : il s'ensuivit une guerre avec le roi de France et l'époux de Jeanne fut fait prisonnier jusqu'en 1227. Jeanne qui habitait le château du Quesnoy depuis son mariage tint diverses assemblées avec d'importants personnages dans la ville. Elle quitta cependant la ville en 1225, car un aventurier-ménestrel, Bertrand de Rays, vivant dans les bois de Glançon, se fit passer pour son père et entendait reprendre ses États. En 1233, elle y revint et fit améliorer l'hôpital de la ville fondé par Pierre Pitens, agrandit le château du Quesnoy (la haute Tour de Guet). Sous le château, s'étendaient des caves et souterrains qui existent toujours de nos jours. Son époux décéda en 1233 et, en 1237, elle épousa en secondes noces, Thomas de Savoie, qui deviendra un bienfaiteur du Quesnoy. Celui-ci s'attacha en effet, à améliorer les races animales du pays en faisant venir des taureaux de Savoie et du pays Messin. Il fit venir également des chevaux d'Italie et d'Espagne, des moutons de Catalogne qui permirent d'obtenir des laines fines, très estimées et qui feront la renommée des drapiers du Quesnoy : ces derniers les mélangeaient à de la soie pour faire des étoffes appelées sayettes. L'industrie du drap, très répandue en Flandre, s'était également implantée dans la ville du Quesnoy.

#### Marguerite de Hainaut
En 1244, au décès de sa sœur aînée, Jeanne de Flandre, qui n'eut point descendance, Marguerite de Hainaut (dite aussi, Marguerite de Constantinople, fille cadette de Baudouin VI de Hainaut dit de Constantinople) hérita de la Flandre et du Hainaut. Elle fut surnommée la Noire, pour sa conduite peu honorable. De son premier mariage au Quesnoy en 1212, avec Bouchard d'Avesnes, son précepteur qu'elle avait choisie elle-même, elle eut deux fils : Jean et Baudouin d'Avesnes. Elle répudia, pour des raisons inconnues (Bouchard appartenait cependant, au clan anglais) ce premier époux et épousa en secondes noces en 1223, un chevalier champenois, Guillaume de Dampierre qui lui donna trois fils, et qu'elle tenta de favoriser (ces derniers) par des legs de biens et héritages : ce fut l'origine de la querelle qui ensanglanta le Hainaut et la Flandre. Louis IX de France, le roi de France, fut appelé à la rescousse pour servir d'arbitre : ce roi, après avoir pris conseil, attribua la Flandre aux Dampierre et le Hainaut aux Avesnes. Cependant, malgré cette sage décision, la lutte continua entre les membres des deux familles. Au Quesnoy et dans ses alentours, Marguerite de Hainaut possédait, outre des terres, une multitude de droits seigneuriaux : droits sur les marchandises apportées au marché ; droit sur la viande et la bière débitées ; droit sur les entrées et sorties de marchandises ; droit sur la banalité des moulins et des fours ; droit sur les produits du vivier, etc. Elle préféra affermer le tout au moyen d'un forfait annuel : entre 1274 et 1277, un bourgeois du Quesnoy nommé Clarembault, lui réglait une redevance annuelle de 2 925 livres. Aussi, un cartulaire de la dite Marguerite nous apprend que les propriétés du Quesnoy à cette époque étaient d'environ six cents et qu'elles mesuraient au maximum 33 mètres de long sur 13 de front sur la route ; qu'il y avait 9 fours à pain dans la ville ; que les habitants étaient astreints à des corvées, comme d'apporter le bois de chauffage au château, mais qu'en retour, ils pouvaient ramasser le bois mort ; qu'en cas de guerre, l'appel aux Quercitains se ferait vingt-quatre heures après celui des Valenciennois.

#### JeanIerde Hainaut
En 1279, Jean Ier de Hainaut (ou, Jean II d'Avesnes), fils de Jean d'Avesnes et de Marguerite de Hollande, et petit-fils de Marguerite de Hainaut dite de Constantinople, accéda au comté de Hainaut à la suite du décès de sa grand-mère. Il préféra vivre à Mons plutôt qu'au Quesnoy. En lutte perpétuelle contre les Dampierre, il ne fit tant prélever des impôts supplémentaires sur les bourgeois des villes de Hainaut, que ceux-ci, en désespoir de cause et voyant leurs industries péricliter, firent appel au comte de Flandre, Dampierre. Une trêve fut conclue le 14 octobre 1292, grâce à l'intervention du duc Jean Ier de Brabant qui reçut la garde du château du Quesnoy, jusqu'à la conclusion d'un traité de paix : le traité devint effectif en 1297. Mais Jean II d'Avesnes fit regretter leur attitude aux habitants qui avaient osé faire précédemment appel contre lui au comte de Flandre : bon nombre de bourgeois de Hainaut furent jetés en prison et périrent dans les souterrains du château du Quesnoy. Fuyant les troubles, des drapiers et des tisserands du Quesnoy quittèrent la ville (avec leurs métiers et leur savoir-faire) dès avant 1292 ; nous en retrouverons certains installés dans la ville de Reims en Champagne. Jean II d'Avesnes, comte de Hainaut, qui n'appréciait pas la ville quercitaine, l'offrit en 1301 en apanage à son gendre Raoul de Clermont, connétable de France. Celui-ci fut cependant tué en 1302 à la bataille de Courtrai. Il légua alors la ville à Gauthier, sire d'Enghien, et à Jacques de Verchain, sénéchal de Hainaut, à la condition que si son épouse Philippine de Luxembourg lui survivait, la ville et ses revenus devraient lui revenir. Devenue veuve en 1304, celle-ci récupéra effectivement la cité quercitaine cette année-là.

#### GuillaumeIerde Hainaut
En 1304, Guillaume Ier de Hainaut, deuxième fils de Jean d'Avesnes, succéda à son père et prit le titre de comte de Hainaut : il fut surnommé le Bon et épousa le 19 mai 1305 Jeanne de Valois (1294-1352), sœur du roi de France, Philippe VI de Valois : le couple habita fréquemment au Quesnoy. Le comte fit, en 1314, améliorer et renforcer les fortifications de la ville et, en 1318, dans le but de favoriser le commerce, il permit à de riches banquiers lombards de s'établir dans la cité. En 1327, Philippa de Hainaut, deuxième fille du comte et de la comtesse fut demandée en mariage par le roi Édouard III d'Angleterre, roi d'Angleterre : le mariage sera célébré en 1328 à York (Angleterre). À cette époque, Guillaume Ier de Hainaut entretenait d'excellentes relations avec la Flandre, l'Angleterre et la France.

#### Guillaume II de Hainaut
En 1337, Guillaume II de Hainaut dit « le Hardi », succéda à son père au titre de comte de Hainaut. La guerre de Cent Ans débutait et, étant vassal de l'Empire germanique, le comte fut amené à prendre parti avec les flamands et le roi d'Angleterre contre la France, malgré les liens familiaux qui l'unissaient à ce dernier pays. Dès lors, le 22 mai 1340, la ville du Quesnoy en comté de Hainaut fut assiégée par le duc Jean de Normandie (fils du roi de France Philippe VI de Valois) avec les troupes royales : le duc et son père n'acceptant pas que le comte de Hainaut se soit rallié aux Anglais. Les habitants de la ville se défendirent eux-mêmes. Fort heureusement, ils étaient bien fournis en hommes d'armes, en armes et en artillerie : ils avaient équipés précédemment les remparts de la ville de canons (« bâtons de feu ») et de bombardes (« bouches à feu ») et de petits canons montés sur affûts qui furent utilisés contre les assaillants français menés par le maréchal de Mirepoix. Les « Chroniques de Froissart » mentionnent en effet ce siège comme suit : « (1340) ..Ceux de la ville (= les assiégés du Quesnoy) décliquèrent contre eux (=les troupes françaises) canons et bombardes qui gettoient (jetaient) grands quarreaux.. » Ces carreaux lancés étaient généralement en fer, mais pouvaient être en pierre et également être des garrots de feu comme ils s'en rencontraient depuis très peu de temps dans certaines places assiégées. Les chevaux des assaillants furent effrayés par le bruit de cette artillerie, qui en plus, dispersaient des projectiles en fer, en pierre contre la cavalerie pouvant causer de graves blessures (tant aux cavaliers qu'aux chevaux) : la cavalerie, inopérante dans ce cas contre de tels engins, n'eut d'autre choix que de se retirer. Les français, mécontents d'avoir été repoussés par l'artillerie de la ville, se transportèrent par dépit sur les villages environnants qu'ils incendièrent, tels Gommegnies, Frasnoy, le château de Potelle, Wargnies-le-Grand, Wargnies-le-Petit.. (Notes : 1.) Les historiens parlent de ces machines de guerre sans étonnement, parce qu'elles étaient plus embarrassantes qu'efficaces, et que nul ne prévoyait la révolution que ferait la découverte de la poudre. En Europe, c'est vers l'année 1326, en Italie, que furent rencontrées les premières pièces montées à poudre. 2.) Ce siège du Quesnoy est également intéressant par le fait qu'il n'y eut point de combats corps à corps et qu'une nouvelle conception de la guerre par le moyen d'engins à feu était en train de voir le jour : l'artillerie deviendra rapidement indispensable à toutes guerres et/ou à tous sièges de place.)

#### Marguerite II de Hainaut
En 1345, Marguerite II de Hainaut succéda à la tête du comté à la suite du décès en Frise, de son frère Guillaume II. En 1345, elle accorda aux étrangers, de quelques pays qu'ils fussent, la faculté de jouir des mêmes droits que les habitants du Quesnoy à condition de fixer leur résidence dans cette ville. Marguerite comtesse de Hainaut étant mariée à Louis de Bavière, empereur d'Allemagne, devint veuve de son époux en 1347 : elle s'installa dès lors et ce jusqu'à la fin de sa vie, au Quesnoy et fit du Château sa demeure préférée. L'industrie drapière du Quesnoy était florissante à cette époque : en effet, lorsque l'industrie drapière de Mons se réorganisa en 1352, il fut fait appel à des spécialistes en draperie de la cité quercitaine et un foulon fut même appelé à s'installer à Mons avec son matériel de travail.

#### Guillaume III de Hainaut et le régent Albert de Bavière
En 1356, au décès de sa mère Marguerite, Guillaume III devint comte de Hainaut. Mais au retour d'un voyage en Angleterre en 1358, il fut atteint d'une folie furieuse et fut dans un premier temps, pour l'empêcher de nuire, enfermé à La Haye, puis dans la tour du château du Quesnoy, dans laquelle il demeura plus de vingt années. Son frère, Albert duc de Bavière, assura la régence de ses États, dans l'attente de la majorité du fils du comte (Guillaume IV d'Ostrevant). Albert de Bavière n'entretenait pas particulièrement de bons rapports avec les sujets hennuyers de son frère : il fit arrêter lors d'un banquet, Sohier, sire d'Enghien, qu'il enferma au Quesnoy, parce que celui-ci lui portait ombrage. Les pairs du Hainaut protestèrent et mandatèrent, le seigneur de Ligne : pour toute réponse, le duc Albert fit décapiter le sire d'Enghien et s'empara de ses domaines. En 1365, une guerre civile embrasa le Hainaut, qui se termina en 1376, par l'obligation faite à Albert de Bavière de fonder une messe dans l'église du Quesnoy au bénéfice du repos de l'âme du Sire exécuté, ainsi que de fournir une indemnité pécuniaire à ses orphelins.

#### Guillaume IV de Hainaut et Marguerite de Bourgogne
La bonne entente entre le jeune comte Guillaume IV d'Ostrevant et les bourgeois du Quesnoy se traduisait par la construction rapide de jolies tours rondes entourant la ville du Quesnoy (qui seront partiellement détruites, au XVIe siècle lors de la construction de la nouvelle enceinte.) En 1405, ayant atteint sa majorité, Guillaume IV (fils d'Albert de Bavière) prit le titre de comte de Hainaut : il fut surnommé le Bon. Il fut l'époux en premières noces, de Marie, fille du roi de France, Charles V. Son mariage ayant été stérile, il contracta une nouvelle alliance (le 12 avril 1385) avec Marguerite de Bourgogne, fille de Philippe le Hardi duc de Bourgogne, connue pour ce motif, dans l'histoire du Quesnoy sous le nom de Marguerite de Bourgogne. Marguerite se fit remarquer tout au long de sa vie par ses bonnes œuvres et au surplus, elle devait tenir dans la ville du Quesnoy, une place importante, dont on a conservé le meilleur souvenir. Durant son règne, Guillaume IV accorda de nombreux privilèges dont entre autres plusieurs aux arbalétriers du Quesnoy. Le Quesnoy atteignit son apogée de puissance et de renommée. La ville bien protégée et approvisionnée, pouvait se permettre de vendre aux villes de la Somme et à d'autres du trait, des arbalètes et des canons.

#### Jacqueline de Bavière
En 1417, Jacqueline de Bavière, née au château du Quesnoy en 1401, succéda au titre de comtesse de Hainaut, à la suite du décès de son père Guillaume IV. Elle fut surnommée « la femme aux quatre maris », tant elle eut une vie mouvementée : elle sera la cause de nombreux maux pour Le Quesnoy, le Hainaut et les États sous son autorité. Mariée à l'âge de cinq ans au duc de Touraine, Jean de France, second fils du roi de France Charles VI, elle sera veuve en 1417. À partir de cette époque, Jacqueline demeura avec sa mère au château du Quesnoy. Un an après, elle épousait son cousin Jean IV duc de Brabant : le couple ne s'entendit pas. En 1421, prétextant une promenade à Bouchain (Ostrevant), elle se rendit en Angleterre : elle y fut reçue à la Cour avec tous les égards, et sans attendre l'annulation par le pape de son mariage avec le duc de Brabant, elle épousa Humphrey duc de Gloucester, le frère du roi Henri V d'Angleterre. Ce fut le début d'une nouvelle guerre : le duc Humphrey et le duc de Brabant réclamant chacun leur droit sur les États de Jacqueline de Bavière. Comme un malheur en amène souvent un autre, en 1423, les bourgs de la prévôté du Quesnoy ne furent point épargnés par les luttes que se livrèrent les Armagnacs et les Bourguignons : la région cette année-là fut désolée par des bandes tels « les larrons de Guise », et des voleurs et brigands de tous poils. En 1424, la ville du Quesnoy, qui avait perdu depuis 1420 une partie de ses droits, comme le bailliage de la Vénerie héréditaire se dressa contre le duc de Brabant permettant au duc Humphrey de Gloucester d'occuper le pays. Jacqueline dirigea sa châtellenie du Quesnoy jusqu'en 1425. Devant l'étendue des événements provoqués par son troisième mariage, elle quitta Le Quesnoy et se réfugia à Mons, où elle fut faite prisonnière et emmenée à Gand dans la demeure de son cousin Philippe le Bon, d'où à nouveau elle s'évada. Elle reprit la lutte et devint victorieuse : le duc de Brabant (son deuxième époux) décéda en 1427. Cependant, ses États et le comté de Hainaut déclarèrent alors se soumettre à l'obéissance de son cousin Philippe le Bon duc de Bourgogne. Au traité de Delft en 1428, elle se retira en Hollande, où elle épousa secrètement, Frans van Borsele, stadhouder de Hollande, chargé de la garder (elle avait 27 ans). À cette nouvelle, son proche héritier, son cousin Philippe le Bon, décida la mise à mort de ce quatrième époux : pour le sauver, Jacqueline renonça à ses droits sur ses États. En 1436 au décès de Jacqueline, sans descendance, la ville du Quesnoy et le Hainaut devinrent de droit, des possessions bourguignonnes. Cette même année 1436, des « routiers » qui avaient combattu les Anglais, se trouvant licenciés, se répandirent sur toute la France : une de leurs bandes, commandées par Chabannes et d'autres chefs, s'abattit alors sur le Hainaut, où elle justifia le surnom « d'Écorcheurs ».. La proche forêt de Mormal servit d'asile aux habitants des bourgs du Quesnoy, qui ne furent pas trop inquiétés, bien qu'un corps expéditionnaire formé par Jean de Croÿ au Quesnoy eut été battu par ces Écorcheurs. Fort heureusement ceux-ci, après leur victoire se retirèrent en Champagne.

#### Philippe le Bon duc de Bourgogne
Au XVe siècle, la ville du Quesnoy était le lieu de villégiature privilégié des ducs de Bourgogne : ceux-ci y organisaient des fêtes somptueuses, et lors de leurs moments de détente dans la contrée, ils pratiquaient la chasse, leur sport favori, dans la proche forêt de Mormal qui se trouvait être le domaine particulier des comtes de Hainaut. Lors de ces chasses, étaient traqués les cerfs (pour leur viande de choix, leur fourrure, ainsi que leurs bois ou massacre servant de décoration), les loups (parce qu'ils s'attaquaient aux troupeaux de moutons), les chiens sauvages (car ils étaient porteurs de la rage), et les blaireaux (à cause de leur fourrure très demandée). De cette forêt de Mormal proche du Quesnoy, étaient également retirés les meilleurs poulains sauvages (quoique rendus assez dociles par la présence de l'homme au fil du temps) qui participaient plus tard aux chevauchées et à la gloire des combats des troupes du comte de Hainaut.
Par le fait du traité de Delft en 1428 avec Jacqueline de Bavière comtesse de Hainaut, Philippe le Bon duc de Bourgogne était devenu l'héritier du Hainaut : il en prit possession officiellement en 1436 et devint ainsi le nouveau Comte de Hainaut. Il laissa cependant à sa tante, Marguerite de Bourgogne, mère de la feue Jacqueline, la jouissance des terres seigneuriales, les revenus ainsi que le château du Quesnoy dit château Marguerite de Bourgogne. Celle-ci fit une fondation perpétuelle en faveur des pauvres de la cité qui se montait à l'époque à 300 florins d'or de rente annuelle et irrémédiable : cette rente passa les siècles, puisqu'en 1960, le bureau de Bienfaisance du Quesnoy continuait à gérer cette donation. À son décès en 1441, le château du Quesnoy deviendra la résidence successive de châtelains représentant le duc. Châtelains qui deviendront par après des capitaines-gouverneurs puis des gouverneurs. Avec l'apparition de ces châtelains, la fonction prévôtale qui avait surtout des attributions judiciaires, se dédoubla à leur profit. La prévôté datait de l'an 1181, c'est-à-dire à l'époque du règne de Baudouin V comte de Hainaut. Le prévôt présidait une assemblée de 32 jurés dits de Paix, dont 16 étaient choisis parmi les bourgeois ou notables du Quesnoy et le reste des jurés devant être choisis dans le ressort de la prévôté (des bourgs dépendant de la juridiction du Quesnoy) : pour être éligible il fallait posséder un bien-fonds et pour qu'un jugement soit valable, qu'il y eut 16 jurés présents.. Dès 1440, la fonction de châtelain prit une importance considérable : celui-ci devait gouverner la place, veiller à assurer la garde de la ville (guet jour et nuit), y maintenir les droits acquis, surveiller les émoluments accordés aux différents officiers de la cité, et enfin rendre des comptes au duc de Bourgogne qu'il représentait. De nombreux parchemins de cette époque se rencontrent aux Archives départementales du Nord à Lille mentionnant ces châtelains du Quesnoy nommés par le duc : Jean de Mons, suivi en 1446 de Jean Parding ; en 1451, le sieur de Haubourdin ; en 1459, Guillaume Delcourt (ou, de le Court) ; en 1465, François d'Est, capitaine-gouverneur ; en 1469, Jean de Rosembos sieur de Fromelles, lui également capitaine-gouverneur. Ce poste se perpétua jusqu'à la Révolution française… En 1442, un incendie dévasta la ville : la plupart des maisons jusqu'à cette époque étaient construites en bois. En 1444, Philippe le Bon vint au Quesnoy, après avoir défendu la ville contre des bandes de pillards qui sévissaient à intervalles réguliers depuis 1441 dans la région et appelés « écorcheurs, houspilleurs et tondeurs ». Il fit également établir un marché hebdomadaire fixé le mardi ainsi que deux foires annuelles (l'une au second lundi de Carême, l'autre au 25 octobre à la Saint-Crespin). En 1449, un nouvel incendie ravagea Le Quesnoy : le duc fit don de 356 chênes tirés de la proche forêt de Mormal ou, écrit aussi sur les parchemins de l'époque, forest de Mourmail (domaine privé du duc) et créa également un hospice dans la ville qu'on appela « les Chartrières ».

### Le Quesnoy à la Renaissance
D'après un cartulaire de l'année 1466 concernant les domaines des ducs de Bourgogne, la ville du Quesnoy était également le siège d'une prévôté (Prévôté du Quesnoy) en comté de Hainaut regroupant les bourgs et « villes » suivants : Amfroipret, Batiches, Beaudignies, Beaurain, Berlaimont, Bermerain, Bousies, Briastre, Bry, Busegnies, Caudry, la Chapelle, Croix-Caluyau, Englefontaine, Escarmain, Eth, Fontaine-au-Bois, Forest(-en-Cambrésis), Frasnoy, Ghissignies, Gommegnies, Harbegnies (Herbignies : hameau situé à une des « portes » de la forêt de Mormal), Haveluy, Haussy, Hecq, Jenlain, Le Quesnoy, Louvignies-Quesnoy, Malmaison, Maresches, Marbaix, Maroilles, Molaing, Neuville, Noyelles-sur-Sambre, Orsinval, Poix(-du-Nord), Potelle, Preux-au-Bois, Preux-au-Sart, Raucourt, Robersart, Romeries, Ruesnes, Salesches, St.-Martin, St.-Python, Sassegnies, Sepmeries, Solesmes, Sommaing, Taisnières-en-Thiérache, Vendegies-au-Bois, Vendegies-sur-Ecaillon, Vertain, Villereau, Villers-Pol, Wagnonville (hameau), Wargnies-le-Grand, Wargnies-le-Petit.

#### Charles le Téméraire
Le 5 juin 1467, le comte de Charolois, Charles, qui devait s'appeler plus tard le Téméraire, succéda à son père, à la tête du duché de Bourgogne et des Pays-Bas bourguignons : il devint de droit, à cette date également, le nouveau Comte de Hainaut. En 1468, il vint dans la ville du Quesnoy qui l'accueillit en grande pompe. Il y avait habité, du reste, dès l'âge de sept ans, après la mort de sa mère, en compagnie de sa tante Béatrix de Portugal. En 1454, il avait même donné un banquet grandiose au Quesnoy au lendemain de ses noces avec Isabelle de Bourbon sa deuxième épouse. En 1463, il intervint également dans la cité concernant une affaire de sorcellerie restée ténébreuse : il fit arrêter un nommé Charles de Noyers au service du comte d'Estampes. L'intrigant roi de France, Louis XI, n'était, paraît-il, pas totalement innocent dans cette affaire : le puissant duc de Bourgogne lui portait en effet ombrage. Durant son règne, Charles le Téméraire ne fit que guerroyer : son désir, était de récréer une seule région, telle l'ancienne Lotharingie, entre la Bourgogne et les Pays-Bas (il entrevoyait une domination bourguignonne de la mer du Nord à la Sicile.)

#### Marie de Bourgogne et Maximilien d'Autriche
En 1477, Charles le Téméraire périt à la bataille de Nancy. Aussitôt, le roi de France Louis XI pénétra en Hainaut bourguignon avec 7 000 hommes d'armes et une puissante artillerie. Il se présenta devant Le Quesnoy en date du 23 mai 1477, mais il en fut repoussé. Il revint quelque temps plus tard et réussit après d'intenses bombardements (près de 900 boulets lancés) à prendre la ville, laissant ses franc-archers s'élancer à travers la brèche entr'ouverte, mais une pluie torrentielle arrêta les combats. Cependant, la place se rendit le lendemain, et préféra payer 900 écus d'or afin d'éviter le pillage : le roi de France avait perdu 500 hommes d'armes dans l'aventure ! La même année la jeune duchesse Marie de Bourgogne, fille du feu Charles le Téméraire, épousa Maximilien d'Autriche (Maison Habsbourg) et celui-ci, en 1478, refoula avec ses troupes, les Français hors du comté de Hainaut : le sire de Danmartin placé à la garde de la ville du Quesnoy par Louis XI depuis 1477 se vit également pressé de déguerpir.
La ville et la prévôté du Quesnoy furent également données en douaire à Marguerite d'York, troisième épouse de Charles le Téméraire duc de Bourgogne et sœur des rois Edouard IV et Richard III d'Angleterre. Aristocrate consciencieuse et consciente de son statut de duchesse en tant que contrat politique (liens politico-économiques Bourgogne-Pays-Bas-Angleterre), elle fut conseillère éclairée de son époux et après le décès de celui-ci, auprès du couple Marie de Bourgogne et Maximilien d'Autriche, les nouveaux souverains des Pays-Bas et du Hainaut. À cette époque, plusieurs Hommes de fiefs ou représentants notariaux du duc et de la duchesse de Bourgogne en Hainaut, tels Jehan de Longchamp, Jacquemart du Parc, Jacquemart de Surie, Enguerrand le Jeune, .. officièrent au Quesnoy à l'administration des Domaines de leurs souverains. Cette organisation féodale se superposant à l'organisation seigneuriale qui en constitua l'assise, réclamait l'intervention de ces Hommes de fiefs devant la complexité de l'enchevêtrement des fiefs et arrière-fiefs et de leurs mutations et droits au fil du temps : les sceaux de ces « notaires » appendus aux actes passés devant eux conféraient une autorité qui dispensait de recourir au sceau du bailliage (de l'administration communale, aujourd'hui).

#### Philippe le Beau
Au décès de son épouse, Marie de Bourgogne, en 1482, Maximilien d'Autriche laissa à son fils Philippe d'Autriche dit le Beau, encore enfant, l'héritage de sa mère : c'est de cette manière que le Hainaut passa officiellement sous l'autorité de la Maison d'Autriche. La ville du Quesnoy quant à elle ne servit cependant plus de résidence favorite aux nouveaux princes : cet éloignement de la Cour fut préjudiciable à la ville. En 1492, la population quercitaine qui comptait précédemment plus de 800 chefs de famille, se trouva réduite au quart de son ancien effectif. La Cour s'étant installée à Mons, de nombreuses familles bourgeoises, et de nombreux métiers la suivirent dans cette ville. Le Quesnoy continua seulement à remplir un rôle de place forte sous l'autorité de châtelains et des Capitaines-Gouverneurs : en 1478, le sieur de Maingoval comte de Chimay avait remplacé Jean de Rosembos de Fromelles. En 1493, nous rencontrons Robert de Melun, en 1499, Jean de Luxembourg, en 1511, Philippe de Belleforière sieur de Romeries et de Caudry, à la tête de la place. Maximilien d'Autriche avait rassemblé un important armement au Quesnoy, afin de pouvoir résister aux incursions incessantes des Français installés à Cambrai. À cette époque, les communautés religieuses dans la ville, déjà fort nombreuses, se développèrent en toute quiétude. Cependant les nominations des chefs de ces établissements ne se faisaient qu'avec l'assentiment du pouvoir central. Philippe le Beau (Maison Habsbourg) devenu le maître du Quesnoy à sa majorité, épousa la fille de Ferdinand le Catholique, d'Espagne. En 1500, Philippe offrit le château du Quesnoy à sa sœur Marguerite d'Autriche (qui deviendra régente des Pays-Bas sous Charles Quint), devenue marraine de son premier fils. Philippe le Beau, ce prince local né, élevé et aimé des populations dans les Pays-Bas autrichiens décédera en 1506, laissant deux fils en bas âge : Charles (ou, Charles de Luxembourg, et plus tard, Charles V ou, Charles Quint) et Ferdinand, à la succession de ses États.

#### Charles Quint
Charles Quint (Maison Habsbourg), né en 1500 à Gand, éduqué et conseillé par le précepteur hennuyer Guillaume de Croÿ seigneur de Chièvres en qui il donna sa pleine confiance, devint le nouveau monarque en 1515 des États de son père (un de ses États était le comté de Hainaut.) Au décès de son aïeul maternel en 1516, il devint en sus roi d'Espagne et de ses riches colonies et au décès également de son aïeul paternel (Maximilien d'Autriche) en 1519, il deviendra plus tard, en 1520 le nouvel Empereur élu du Saint-Empire Germanique. Tant de pouvoirs réunis dans les mains d'un seul homme dont les États encerclaient la France concoururent à l'inévitable : François Ier roi de France et Charles Quint se verront en perpétuelles discordes et en guerres durant leur règne respectif. À cette époque, la garnison du Quesnoy composée d'une compagnie wallonne de 200 hommes d'armes, était commandée par un gouverneur du nom d'Antoine de Croÿ seigneur de Thour et de Sempy. Cette compagnie devaient renforcer les effectifs bourgeois de canonniers (créés en 1517), d'archers (existants depuis l'an 1379) et d'arbalétriers, jouissant de privilèges spécifiques. En 1521, le roi de France fit ses incursions en Hainaut et ravagea l'Ostrevant. En 1523, Charles Quint vint au Quesnoy pour combattre les incursions françaises et fit renforcer les fortifications de la cité qui n'avaient plus été modifiées depuis 1314. C'est à cette époque que les murs des remparts, encore actuellement existants, ont été élevés sur les soubassements de l'enceinte primitive. Une nouvelle conception de fortifications avait vu le jour dès la fin du XVe siècle : elle fut mise au point par les Italiens. Elle consistait à répartir aux angles des fortifications, des bastions, qui, en débordant de l'enceinte tout en y restant attachés, permettaient aux défenseurs des tirs de flanc et à ciel ouvert contre les assaillants (permettant également l'utilisation de l'artillerie). L'invention de ces bastions offraient le tir dans tous les sens et la place forte du Quesnoy n'échappa pas à cette règle : ce sera en 1534, que Charles Quint charge l'un de ses ingénieurs, Frate da Modena (Jacopo Seghizzi), de dessiner de nouveaux plans de fortification pour Le Quesnoy et de remplacer l'enceinte médiévale. La nouvelle enceinte fut ainsi bastionnée (bastion Impérial, bastion César, bastion Soyez, bastion Saint-Martin et bastion Vert) pour sa défense et comprenait quatre portes nommées porte de la Flamengerie, porte de Valenciennes, porte Saint-Martin, porte Fauroeulx (les travaux durèrent près de 20 années). Des fortifications initiales, il ne fut conservé que quelques tours sur des anciennes courtines (dont la dernière fut supprimée en 1885). En 1540, Charles Quint revint au Quesnoy accompagné du Dauphin de France et du duc d'Orléans (tous deux fils de François Ier), car une trêve de 10 ans avait été signée en 1538 entre le belligérants. Il revint également en 1543 afin de vérifier l'état d'avancement des travaux à la ville quercitaine et à ses fortifications : c'est à cette date qu'il ordonna la fermeture de la Porte de la Flamengerie pour permettre le passage des eaux d'inondation autour des remparts. Ces grands travaux accaparèrent l'activité des habitants de la ville qui profita pleinement de cette période de calme relatif pour se divertir lors de grands festins et de fêtes de liesse populaire : l'on rencontrait en ces temps, au sein de la cité, diverses sociétés encouragées et patronnées par des seigneurs locaux et des abbayes, portant de riches costumes et jouant tambours et trompettes. Aussi, en 1543, François Ier reparut en Hainaut avec une armée de 40 000 hommes et s'empara de Landrecies, de Maubeuge et des châteaux d'Aymeries et de Berlaimont : il établira son quartier-général à l'abbaye de Maroilles : ses prises seront rendues à Charles Quint au traité de Crépy en 1544. En 1554, le nouveau roi de France, Henri II en lutte contre Charles Quint, s'empara du Quesnoy, mais ne put y rester : la disette régnait dans la ville, tant la région avait été dévastée par les guerres rallumées.

#### Philippe II d'Espagne
Après l'abdication en 1555, de libre volonté, de Charles Quint, son fils Philippe II d'Espagne (Maison Habsbourg), succéda à une partie de ses États : l'Espagne et ses riches colonies américaines, l'Italie et les Pays-Bas espagnols (dont le Hainaut). Le règne du nouveau souverain se caractérisa par la lutte contre la Religion réformée durement réprimée par l'Inquisition. Les révoltés, des Huguenots appelés « gueux » ou « briseurs d'images » commencèrent leur campagne en 1566, s'attaquant aux églises et profanant tout objet de culte : le 24 août de la dite année, toutes les églises de la ville de Valenciennes furent envahies et saccagées par un millier de ces révoltés. Devant cette menace, la garnison du Quesnoy attaqua le 24 novembre avec 80 canons, les huguenots retranchés dans Valenciennes : le 23 mars 1567, les huguenots rendirent les armes et la répression espagnole fut par trop sévère, ce qui mécontenta la population. En réaction, l'année suivante, le 12 novembre, le prince d'Orange, le chef de file de l'Église réformée, attaqua un corps de soldats espagnols sous les murs du Quesnoy et s'empare ensuite de la ville… Mais le duc d'Albe, gouverneur des Pays-Bas, agissant au nom de l'Espagne vainquit la même année le prince d'Orange auprès du Quesnoy. En 1569, il fut décidé de surélever la tour de Guet du château du Quesnoy d'un belvédère octogonal de 17 mètres (cette tour existera jusqu'en 1768 : elle sera détruite à cette date par un ouragan). Dès 1572, les protestants aidés par les Français saccagèrent la région durant plusieurs années : en raison de ces faits Guillaume de Hornes sieur de Heze (rallié à la noblesse et à la population du Hainaut mécontentes de la présence militaire espagnole), fut exécuté en 1580 au Quesnoy, pour avoir assisté l'évêque de Cambrai : il s'ensuivit une haine grandissante de la population vis-à-vis de l'Espagne et de son roi. À cette époque, le père abbé de l'abbaye bénédictine de Maroilles, Frédéric d'Yve (originaire de Bavai) devenu conseiller d'État, joua un rôle primordial en tant qu'intermédiaire dans les négociations entre les belligérants dans les Pays-Bas : entre d'une part les représentants des protestants menés par le prince d'Orange, vis-à-vis d'autre part des représentants catholiques du roi Philippe II d'Espagne. En 1581, sept provinces du nord des Pays-Bas espagnols, devenues protestantes firent cependant sécession et déclarèrent leur indépendance sous le nom de « Provinces-Unies ». En 1583, le Magistrat (un mayeur, quatre échevins, un procureur et un trésorier dit massard) de la ville du Quesnoy décida d'édifier un Hôtel de ville, ainsi qu'un Beffroi dans la cité quercitaine. Pendant ce temps et jusqu'en 1593, seront combattus les révoltés : le calme se rétablira après cette date dans la région du Quesnoy.

#### Philippe III d'Espagne
Philippe III d'Espagne (Maison Habsbourg), succéda à la tête des États de son père en 1598. Il fit la paix avec tous les anciens ennemis de Philippe II : les Pays-Bas espagnols furent administrés par l'archiduc Albert et son épouse l'infante Isabelle sous la tutelle de l'Espagne. Une certaine période de paix baigna la région pendant le premier tiers du XVIIe siècle. La garnison du Quesnoy fut augmentée à cette époque pour arriver à 3 000 hommes d'armes cantonnés. Comme il n'y avait pas assez de places dans les casernes de la ville, l'usage fut de loger une partie des soldats chez l'habitant : mais moult réclamations s'ensuivirent de la population... En 1616 fut fondé un couvent de Récollets au lieu-dit « l'Hermitage », près des remparts de la ville quercitaine à l'est de la rue du Gard : ce couvent aura pour mission de seconder le clergé de la paroisse.

#### Philippe IV d'Espagne
Philippe IV d'Espagne (Maison Habsbourg) succédera à Philippe III en 1621. Le château du Quesnoy sur l'ordre du nouveau souverain espagnol sera restauré en 1625 et la ville, aura l'autorisation en 1631, d'emprunter 50 000 florins pour éponger ses dettes. En 1635, la France sous l'influence de Richelieu s'allia aux Provinces-Unies (Hollande protestante) et manda ses hérauts à la Place du Grand-Sablon à Bruxelles pour une déclaration de guerre à l'Espagne entraînant les Pays-Bas espagnols méridionaux (dont le Hainaut) dans la tourmente de la quatrième phase dite « Phase française » de la guerre de Trente Ans, opposant les franco-hollandais aux hispano-austro-allemands. Le Hainaut à cette époque fut sillonné de partout par des troupes et des chariots de guerre et, les réquisitions appauvrirent les campagnes. Un malheur en amenant un autre... en 1639, une épidémie se généralisa dans toute la région et beaucoup d'habitants du Quesnoy en périrent. En 1648, le prince de Ligne vint au Quesnoy avec 4 000 hommes pourvus d'artillerie et préluda aux opérations de défense, qui s'imposaient pour contrer l'avancée des troupes françaises. L'année suivante, les biens appartenant aux Français dans la ville furent confisqués. Le 31 août 1651, la garnison hispano-hennuyère du Quesnoy remporta un dernier succès sous les murs de la cité quercitaine contre les Français. Mais, le 4 septembre 1654, le vicomte de Turenne à la tête de l'armée française se présenta devant Le Quesnoy disposant d'une puissante artillerie : il s'empara de la ville et les espagnols avant de s'éloigner, s'étaient efforcés de mettre hors d'usage les fortifications en détériorant le plus possible de remparts. Turenne devenu maître du Quesnoy, déjoua avec habileté les plans de Condé (le Grand Condé, duc d'Enghien), alors au service de l'Espagne.

### Le Quesnoy devient français
À la fin de la Fronde (1654), la ville est prise par l'armée royale française de Turenne. La cité qui n'avait jamais été française le devient pour le grand plaisir de la cour. Le jeune roi Louis XIV reçoit la ville en cadeau de sacre.
La ville est alors prise en main par un homme de Mazarin, Talon dit du Quesnoy, qui administre la ville qui ne devient officiellement française qu'en 1659 par le traité des Pyrénées. Lors de cette période transitoire, de nombreux biens immobiliers des bourgeois quercitains passèrent sous contrôle de profiteurs de guerre aussi bien français que locaux.

### Le Quesnoy est transformé
Bastion avancé du royaume de France jusque 1678 date à laquelle Valenciennes devient française, les fortifications du Quesnoy sont modifiées et renforcées par le tout jeune Vauban qui fait en quelque sorte ses « classes » dans la cité. Les cinq bastions existants sont modifiés ou complétés pour créer un corps de place de huit bastions. Les secteurs nord (bastion royal) et sud (bastion du Gard) sont les plus représentatifs de l'action de Vauban au Quesnoy. Toutefois, dans cette France d'Ancien Régime où les clientèles priment sur les compétences ou même le souci d'économie, les travaux ne furent pas attribués aux entrepreneurs locaux.
Malgré la réputation flatteuse des travaux de fortifications entrepris sous la direction du couple Louvois-Vauban, la fortification est vite dépassée et la ville est prise dès 1712 par les impériaux en six jours. Le gouverneur de la cité, monsieur de la Badie, est alors embastillé pour s'expliquer sur sa prétendue « médiocre » résistance. M. de la Badie sera rapidement libéré car la ville, aux mains des Autrichiens, assiégée par les Français de Villars ne résistera qu'une journée de plus que sous les ordres du vieux militaire français, soit sept jours.
L'expérience des prises faciles de la ville amène les autorités à renforcer le secteur est des fortifications par où étaient arrivés les Impériaux en 1712. Un immense ouvrage à cornes, unique au monde, est alors construit pour protéger le faubourg dit Fauroeulx et la porte du même nom. L'ouvrage en question permet alors de diviser les étangs de réserve en deux, connus de nos jours sous les noms d'étang du Pont Rouge et de l'étang béni. Ces deux étangs, réserve d'eau pour inonder les fossés en cas de siège, étaient complétés par deux autres étangs aujourd'hui disparus (l'étang d'Aulnoye et celui de l'Écaillon en forêt de Mormal).
Le XVIIIe siècle, c'est-à-dire le règne de Louis XV et le début du règne de Louis XVI, fut relativement paisible pour la frontière du Nord. De fait, les voyageurs de passage en la cité s'étonnaient de l'amabilité des Quercitains qui y gagnèrent une flatteuse réputation puisqu'il était dit « Au Quesnoy, les jolies gens », c'est-à-dire-les personnes polies.

### Le Quesnoy pendant la Révolution
Elle est chef-lieu de district de 1790 à 1795.
La ville-frontière subit un siège par l'armée autrichienne de Cobourg et tombe le 12 septembre 1793. Elle est reprise le 15 août 1794 (28 thermidor an II) par les troupes de Schérer après un sévère siège sous une pluie diluvienne. 3 000 Autrichiens sont faits prisonniers à cette occasion. La nouvelle de la prise de la ville est transmise en quelques heures par le télégraphe Chappe, une première mondiale, au comité de salut public parisien qui s'en félicite.
En 1802-1803, en ce qui concerne les transports, Le Quesnoy est située sur la ligne de la diligence reliant Valenciennes à Avesnes-sur-Helpe, et de là, utiliser divers correspondances (vers Lille, Douai, Cambrai, Paris,...).
En 1808, Le Quesnoy est un dépôt principal de sûreté, centre de détention intermédiaire entre les dépôts de sûreté et les prisons.
À la fin de l'époque impériale, la ville est prise sans trop de résistance par des Hollandais lors d'un simulacre de siège. À l'issue du congrès de Vienne de 1815, il est décidé que la ville soit occupée par des troupes russes pour trois ans. Les relations entre les Quercitains et les Russes sont amicales au point que de nombreux mariages sont célébrés entre les officiers russes et les « beautés quercitaines ». Cette relation privilégiée, quoiqu'un officier quitta son épouse pour rejoindre la Russie, entre la cité quercitaine et l'empire des Tsars, est d'ailleurs rappelée lorsque l'entente franco-russe devient la clé de voûte du système d'alliance de la IIIe République à la veille de la Grande Guerre.

### Le Quesnoy dans la Grande Guerre

#### L'Occupation allemande (23 août 1914 - 4 novembre 1918)
La ville prise dès le 23 août 1914 par les troupes allemandes subit une sévère occupation pendant quatre années. Le maire de la commune, Achille Carlier, est ainsi injustement condamné pour avoir dissimulé des blessés français et anglais à l'arrivée des troupes allemandes. Achille Carlier, condamné par le commandant de la place, est ensuite jugé et défendu par un avocat allemand à Bruxelles.

#### La Libération par la Division néo-zélandaise
Après une difficile approche par la vallée de l'Écaillon, la ville est libérée (en) le 4 novembre 1918 par la Division néo-zélandaise. Dans un vaste mouvement des troupes britanniques qui s'illustrent à Ghissignies, Louvignies, Jolimetz et Orsinval, la prise de la vieille forteresse est laissée aux troupes néo-zélandaises qui encerclent alors la ville en longeant par l'ouest la ligne ferroviaire d'Escaudœuvres à Gussignies, aujourd'hui disparue, et en contournant l'étang du Pont-Rouge vers Potelle. Une garnison de 1 000 soldats allemands, dont de nombreux défenseurs battus de Tournai, reçoit l'ordre de résister quoi qu'il advienne. Les civils de la ville ont reçu l'ordre de l'évacuer le 27 octobre mais certains sont restés dans les caves. Au troisième refus de se rendre, dont un envoyé par un avion, les troupes néo-zélandaises décident de se lancer à l'assaut de la cité tout en la préservant. En fin d'après-midi, l'artillerie néo-zélandaise, aidée par l'artillerie britannique, ajuste son tir au sommet des remparts et parvient à créer la confusion chez les défenseurs par l'utilisation de « bombes à huile ». Quelques hommes précédés par le second lieutenant Leslie Averill parviennent aux pieds des remparts du secteur sud où les vestiges de la vanne du moulin de la ville permettent de dresser une échelle et d'escalader les remparts à la plus grande stupéfaction des défenseurs. Après des combats de rues, la ville tombe finalement aux mains des Néo-Zélandais en début de soirée du 4 novembre 1918. La prise du Quesnoy et des communes voisines ouvre la porte de la « trouée dite de la Sambre », c'est-à-dire la route de la Belgique et de l'Allemagne ce qui précipite la défaite allemande.
L'action néo-zélandaise glorifiée dès novembre 1918 par la presse anglo-saxonne puis par le choix des autorités néo-zélandaises d'installer au Quesnoy un des quatre monuments commémoratifs de la jeune nation lors de la guerre vaut surtout pour l'excellence de sa préparation qui reste dans les mémoires de l'artillerie néo-zélandaise, pour le courage de ces soldats reconnu par de très nombreuses citations militaires (plus de 50 recensées dans la Gazette of London) et pour la préservation de la ville.
Le 10 novembre 1918, le président de la République, Raymond Poincaré rend visite à la ville. Un défilé militaire est alors organisé dans une liesse toute populaire.

#### Lieu de mémoire
Le 15 juillet 1923, le monument des Néo-Zélandais est inauguré. Le maire Daniel Vincent accueille à cette occasion le maréchal Joffre, Lord Milner (un des signataires anglais du traité de Versailles) et sir Allen représentant de la Nouvelle-Zélande.

### Seconde Guerre mondiale

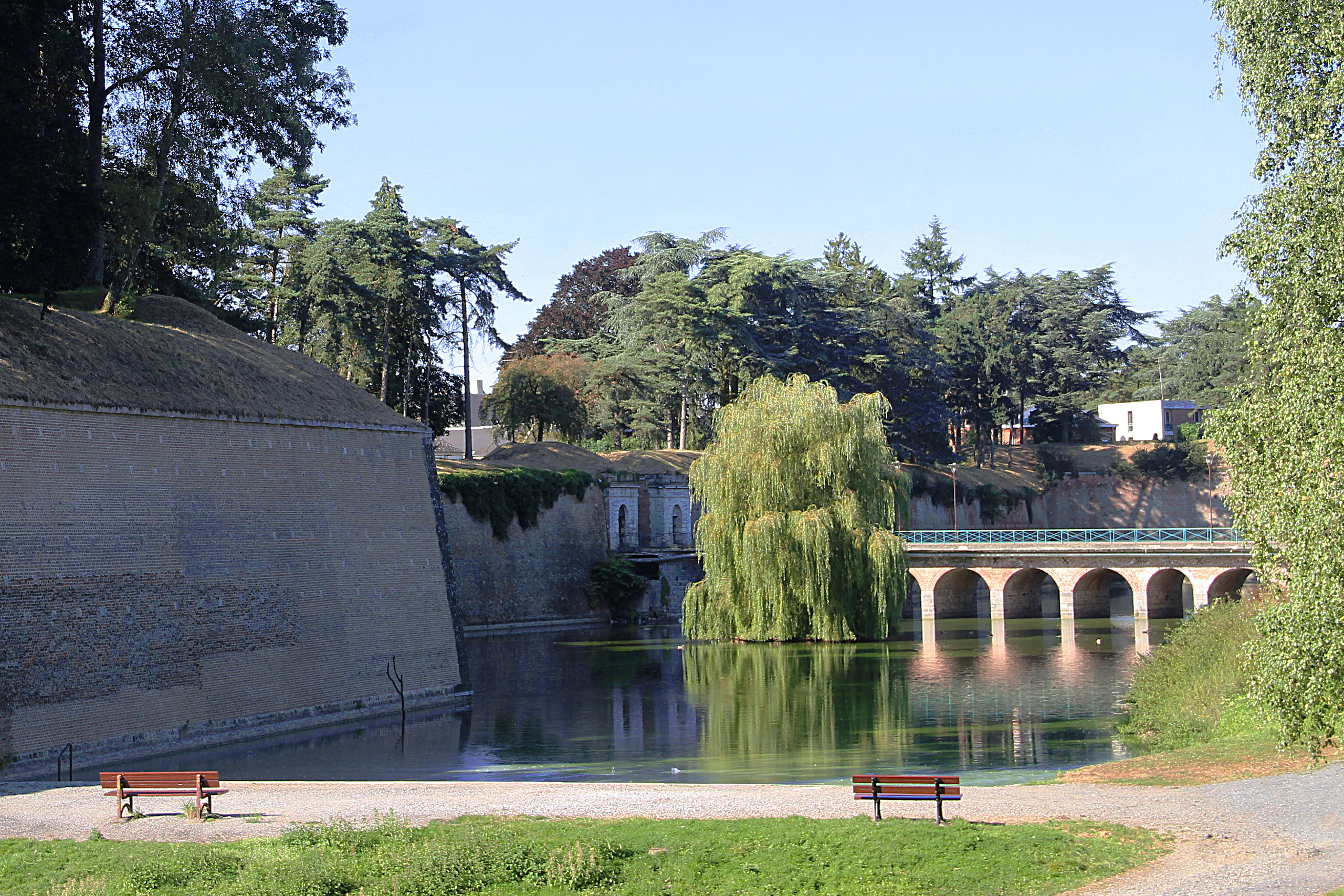
Les remparts du Quesnoy, transformés en positions fortifiées par les troupes françaises.

Le 10 mai 1940, l'Allemagne hitlérienne déclenche son offensive à l'ouest. Le Quesnoy n'est pas sur la route du principal groupe de chars allemands qui doit atteindre la mer, passant plus au sud, mais sur les chars qui doivent protéger le flanc nord de ce groupe principal.
Une fois battu, le bataillon de Tirailleurs Algériens qui défendait Jolimetz avec quelques chars en appui après la percée des Allemands à travers les défenses de la Sambre, la 5e Panzerdivision se présente devant les remparts du Quesnoy le 18 mai 1940 vers la fin de l'après-midi. Toutefois les trois portes d'accès à la citadelle ont été obstruées et sont défendues, stoppant l'attaque allemande dans son élan. La ville s'avère solidement tenue, principalement par un bataillon de tirailleurs marocains.
Le siège de la ville débute alors, et bien que les Français n'avaient pas prévu à l'origine d'intégrer la forteresse de Vauban comme position défensive, puisque démodée, celle-ci, avec ses profonds remparts et ses portes étroites, va tenir les chars allemands en échec, plusieurs d'entre eux étant détruits au cours des quelques attaques qu'ils auront tentées.
L'après-midi du 21 mai 1940, alors que d'autres Panzer-Divisionen ont atteint depuis la veille les côtes de la Manche, les défenseurs sont dans une situation désespérée : comptant de très nombreux blessés et manquant aussi bien d'armes lourdes et de munitions que de vivres, ils sont désormais isolés loin derrière les lignes ennemies puisque la résistance des unités françaises dans le nord de la forêt de Mormal s'est effondrée avec l'arrivée de deux divisions Panzer venues de Belgique. Les Allemands de la 5e Panzerdivision, qui préparent une nouvelle attaque avec chars et artillerie lourde, proposent aux défenseurs de donner leur reddition, que ceux-ci acceptent dans l'après-midi. Les Allemands leur rendent les honneurs.
L'action des défenseurs a contribué à ralentir la progression de la 5e Panzerdivision pendant trois jours, et par ricochet, étirant la 7e Panzerdivision qu'elle était censée flanc-garder, et qui s'est de fait trouvée exposée lors de la contre-attaque britannique à Arras le 21 mai.
Bombardée et incendiée par l'aviation et l'artillerie allemande, la ville a particulièrement souffert de ces quelques jours de siège, du beffroi ne restent que les murs.
La ville du Quesnoy est libérée le 4 septembre 1944.

## Politique et administration

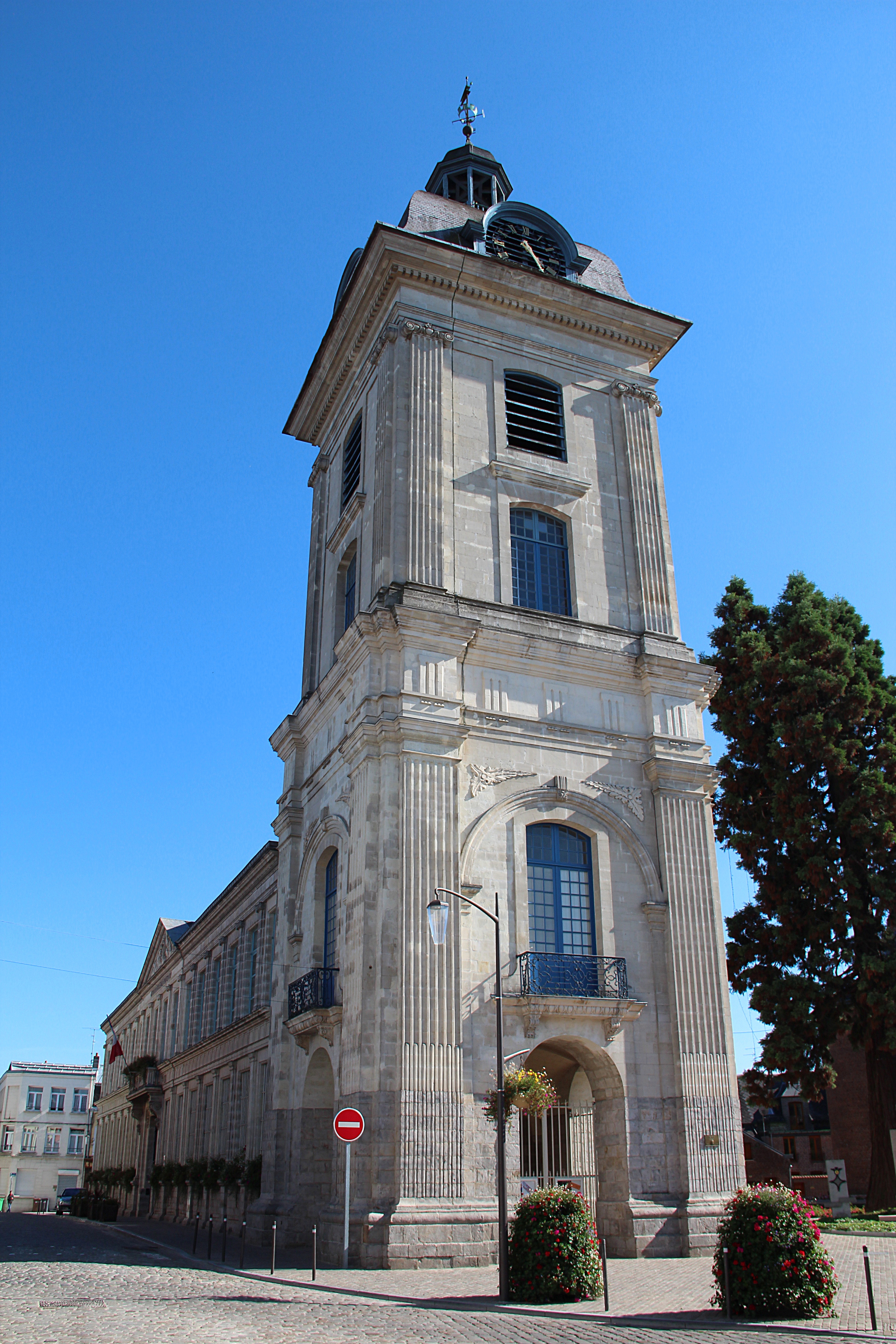
L'hôtel de ville.

### Liste des maires
Un des premiers maires du Quesnoy, puis à nouveau de 1807 à 1811  a été Jean Antoine Joseph Baillion.
Maire en 1802-1803 : Louis Lagroy, pharmacien, ex-membre du conseil d'arrondissement d'Avesnes-sur-Helpe.
Maire en 1806 -1807 : D. Petit dit Tivanche,.
| Période                                  | Période                        | Identité           | Étiquette    | Qualité |
| ---------------------------------------- | ------------------------------ | ------------------ | ------------ | --- |
| Les données manquantes sont à compléter. |                                |                    |              | |
| mai 1908                                 | octobre 1914                   | Achille Carlier    | Rad.         | Chevalier de la Légion d'honneur (1921) |
| Les données manquantes sont à compléter. |                                |                    |              | |
| décembre 1919                            | octobre 1940                   | Daniel Vincent     | Rad.soc.     | Professeur à l'ENS et docteur ès lettres Ministre/secrétaire d'État (1917 → 1926) Sénateur du Nord (1927 → 1941) Député du Nord (1919 → 1927) Conseiller général de Berlaimont (1921 → 1934) |
| avril 1945                               | octobre 1947                   | Eugène Thomas      | SFIO         | Instituteur Ministre/secrétaire d'État (juin 1945 → août 1951) Député du Nord (3e circ.) (1945 → 1958) Conseiller général du Quesnoy-Est (1945 → 1949)                                       |
| octobre 1947                             | mai 1953                       | Eugène Maillard    | MRP          | Conseiller général du Quesnoy-Ouest (1951 → 1958) |
| mai 1953                                 | janvier 1969 (décès)           | Eugène Thomas      | SFIO         | Instituteur Député du Nord (3e circ.) (1945 → 1958) Conseiller général du Quesnoy-Est (1950 → 1969)                                                                                          |
| janvier 1969                             | mars 1977                      | Albert Verdure     | SFIO puis PS | Professeur Ancien conseiller général du Quesnoy-Ouest (1945 → 1951) |
| mars 1977                                | mars 1983                      | Edmond Lenfant     | PS           | |
| mars 1983                                | mars 2001                      | Paul Raoult        | PS           | Enseignant du secondaire Sénateur du Nord (1992 → 2011) Conseiller général du Quesnoy-Est (1982 → 2008) Vice-président du conseil général du Nord                                            |
| mars 2001                                | mars 2008                      | Freddy Dolphin     | PS           | Attaché territorial Suppléant du député Christian Bataille |
| mars 2008                                | 28 mars 2014                   | Paul Raoult        | PS           | Enseignant du secondaire Sénateur du Nord (1992 → 2011) |
| 28 mars 2014                             | En cours (au 28 novembre 2023) | Marie-Sophie Lesne | UMP-LR       | Cadre supérieure en entreprise publique Conseillère régionale du Nord-Pas-de-Calais (2010 → 2015) puis des Hauts-de-France (2015 → ) Vice-présidente de la région Hauts-de-France            |

### Politique de développement durable
La commune a engagé une politique de développement durable en lançant une démarche d'Agenda 21 en 2008.

### Jumelages
- Ratingen (Allemagne)
- Morlanwelz - Belgique
- Dej - Roumanie
- Cambridge - Nouvelle-Zélande[76]
- Villarosa - Italie

## Population et société

### Démographie

#### Évolution démographique
L'évolution du nombre d'habitants est connue à travers les recensements de la population effectués dans la commune depuis 1793. Pour les communes de moins de 10 000 habitants, une enquête de recensement portant sur toute la population est réalisée tous les cinq ans, les populations de référence des années intermédiaires étant quant à elles estimées par interpolation ou extrapolation. Pour la commune, le premier recensement exhaustif entrant dans le cadre du nouveau dispositif a été réalisé en 2004.

En 2022, la commune comptait 4 859 habitants, en évolution de −3,09 % par rapport à 2016 (Nord : +0,51 %, France hors Mayotte : +2,11 %).
| 1793  | 1800  | 1806  | 1821  | 1831  | 1836  | 1841  | 1846  | 1851  |
| ----- | ----- | ----- | ----- | ----- | ----- | ----- | ----- | ----- |
| 3 200 | 2 960 | 3 624 | 3 320 | 3 191 | 3 281 | 3 922 | 3 551 | 3 531 |

| 1856  | 1861  | 1866  | 1872  | 1876  | 1881  | 1886  | 1891  | 1896  |
| ----- | ----- | ----- | ----- | ----- | ----- | ----- | ----- | ----- |
| 3 948 | 3 758 | 3 346 | 3 569 | 3 692 | 4 030 | 3 765 | 3 844 | 3 872 |

| 1901  | 1906  | 1911  | 1921  | 1926  | 1931  | 1936  | 1946  | 1954  |
| ----- | ----- | ----- | ----- | ----- | ----- | ----- | ----- | ----- |
| 3 880 | 3 941 | 3 857 | 3 223 | 3 346 | 3 268 | 3 500 | 3 229 | 3 592 |

| 1962  | 1968  | 1975  | 1982  | 1990  | 1999  | 2004  | 2006  | 2009  |
| ----- | ----- | ----- | ----- | ----- | ----- | ----- | ----- | ----- |
| 4 570 | 5 101 | 5 127 | 4 792 | 4 890 | 4 917 | 4 921 | 5 112 | 5 008 |

| 2014  | 2019  | 2022  | - | - | - | - | - | - |
| ----- | ----- | ----- | - | - | - | - | - | - |
| 5 003 | 4 870 | 4 859 | - | - | - | - | - | - |

#### Pyramide des âges
En 2018, le taux de personnes d'un âge inférieur à 30 ans s'élève à 33,6 %, soit en dessous de la moyenne départementale (39,5 %). À l'inverse, le taux de personnes d'âge supérieur à 60 ans est de 31,1 % la même année, alors qu'il est de 22,5 % au niveau départemental.
En 2018, la commune comptait 2 239 hommes pour 2 663 femmes, soit un taux de 54,32 % de femmes, largement supérieur au taux départemental (51,77 %).
Les pyramides des âges de la commune et du département s'établissent comme suit.
| Hommes | Classe d’âge | Femmes |
| ------ | ------------ | ------ |
| 1,1    | 90 ou +      | 3,9    |
| 7,4    | 75-89 ans    | 12,5   |
| 17,2   | 60-74 ans    | 19,2   |
| 19,1   | 45-59 ans    | 17,9   |
| 18,1   | 30-44 ans    | 15,9   |
| 18,2   | 15-29 ans    | 16,3   |
| 18,9   | 0-14 ans     | 14,4   |

| Hommes | Classe d’âge | Femmes |
| ------ | ------------ | ------ |
| 0,5    | 90 ou +      | 1,4    |
| 5,3    | 75-89 ans    | 8,1    |
| 14,8   | 60-74 ans    | 16,2   |
| 19,1   | 45-59 ans    | 18,4   |
| 19,5   | 30-44 ans    | 18,7   |
| 20,7   | 15-29 ans    | 19,1   |
| 20,2   | 0-14 ans     | 18     |

### Sports et loisirs

#### Motocross
Depuis le début des années 1950, les remparts accueillent deux compétitions de motocross. L'une au mois de mai, et la seconde traditionnellement le 14 juillet. Le circuit serpente dans les anciens fossés, près de l'ancien champ de tir et du demi bastion du château. Surnommé « Monaco du motocross », le circuit est situé à deux cents mètres du centre-ville.

## Économie

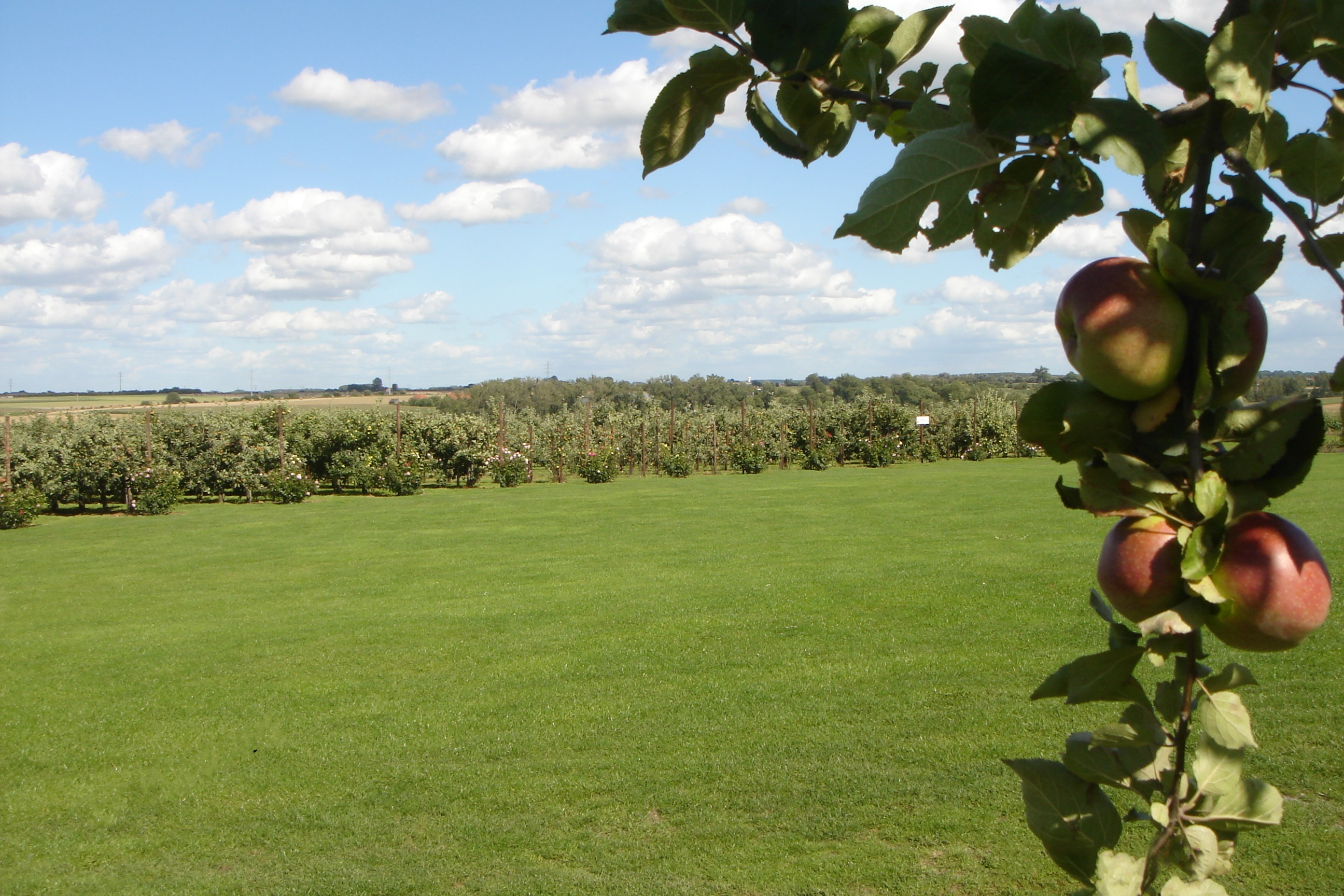
Les vergers d'Avesnois.

La ville du Quesnoy a en quelque sorte raté le virage de la première industrialisation du XXe siècle. À la différence des villes voisines de Valenciennes ou de Maubeuge, la métallurgie ne s'y est pas développée. L'absence de richesse du sous-sol ou d'axe de communication majeur explique en partie ce fait. Les autorités prirent d'ailleurs conscience de cette faiblesse et un projet de canal de l'Écaillon reliant la Sambre à l'Escaut fut même envisagé mais abandonné en raison du faible rendement en eau de la forêt de Mormal.
Une activité artisanale s'y est toutefois solidement maintenue jusque 1945 puisqu'une centaine de cordonniers y étaient encore recensés. Les cordonniers travaillaient chez eux pour une entreprise locale installée rue du Petit-Valenciennes (aujourd'hui Désiré-Tanis) dans une sorte de « système domestique ». Une verrerie installée près de la voie de chemin de fer à l'emplacement de l'ancien marché périclita après la Première Guerre mondiale. Dans le quartier de la Bellevue, les vestiges d'une usine attestent de la présence d'une ancienne fabrique de poteries.
Les années dites des « Trente Glorieuses » virent se développer une activité industrielle en périphérie de ville avec de la chimie (Cofradec) et de l'agro-alimentaire (Laiterie des 4 Cantons, inaugurée par le général de Gaulle en 1959).
Aujourd'hui, l'activité économique est principalement fondée sur le tourisme et le commerce de proximité. La ville avec ses remparts, ses étangs, son histoire (bivouac des armées révolutionnaires ; monument des Néo-Zélandais) est une des attractions touristiques à la lisière du Valenciennois.
Le Quesnoy accueille beaucoup de petits commerçants ainsi qu'une zone commerciale de taille plus que respectable pour une commune de moins de 5 000 habitants (les portes de l'Avesnois).
Les fermetures des entreprises industrielles (Cofradec ; Duarte ; laiterie) et de services (transports) sont tout de même problématiques même si le relais est pris par d'autres entreprises (Emig).
Depuis quelques années, Le Quesnoy accueille une usine Refresco, entreprise néerlandaise de production et embouteillage de jus de fruits. En 2018-2019, l'usine déménage pour s'agrandir : site de 37 000 m2, 50 emplois créés, investissement de 97 millions d'euros.
La ville s'anime toujours le vendredi matin pour son marché hebdomadaire.

## Lieux et monuments

### Les fortifications
Pour un article plus général, voir Enceinte du Quesnoy.

### Autres monuments
- L'église Notre-Dame de l'Assomption. À l'intérieur le Christ aux liens, statue classée.
- Au cimetière, une sculpture de marbre, déposée par l'État : Les Deux Douleurs, par Théodore Rivière.
- Le château, construit au XIIe siècle par Baudouin IV de Hainaut, il fut la demeure des Comtes de Hainaut, également comtes de Hollande et de Zélande. Son dernier souverain fut une femme qui naquit au château en 1401. Charles le Téméraire puis sa fille furent les derniers souverains à y résider. Il fut ensuite délaissé et quasi abandonné à partir du XVIe siècle. Du château prestigieux du Moyen Âge, il subsiste peu de vestiges : une porte d'entrée et un ensemble de caves romanes remarquables. Le grand bâtiment actuel dit Cernay date en fait de 1681.
- Le beffroi de l'hôtel de ville, massif et trapu, qui fut détruit de nombreuses fois, en 1794, 1918 et 1940. Le premier beffroi fut construit en 1583. Il abrite aujourd'hui un carillon de 48 cloches. Directement contigu au beffroi, l'hôtel de ville bâti en 1700, offre un bel exemple de bâtiment de style classique. L'escalier d'honneur dans le hall est un chef-d'œuvre classé.
- La chapelle de l'hôpital, curieuse bâtisse en dentelle de pierre tendre, de style gothique, est en fait un ouvrage du XIXe siècle rappelant l'engouement de cette période pour le Moyen Âge.
- La statue La Sagesse par M. Laurent, classée.
- Le monument aux morts de la ville, près de la mairie, une œuvre réalisée par le sculpteur valenciennois Félix Desruelles.
- Sur les remparts, le Mémorial des Néo-Zélandais, une autre œuvre de Desruelles commémore la libération de la ville (Première Guerre mondiale) par l'ANZAC, les troupes de Nouvelle-Zélande. Ce monument des Néo-Zélandais fiché dans un mur de courtine entre deux bastions, celui du Gard et Saint-Martin, date de 1922. Comme de nombreux monuments commémoratifs de la grande guerre, il sera inauguré le week-end du 14 juillet 1923, le dimanche 15 pour être exact, en présence du maréchal Joffre, de Lord Milner et de Sir James Allen (NZ). Le gouvernement néo-zélandais décide en effet dès 1920 d'inscrire son jeune passé dans la pierre. Ainsi, l'architecte « touche à tout » du monde britannique, Samuel Hurst Seager est nommé architecte officiel des mémoriaux de la Grande Guerre pour la Nouvelle-Zélande. Son travail remarqué par une exposition itinérante pour «l'amélioration des normes esthétiques des mémoriaux » venait de séduire les autorités locales. S. Hurst Seager reçoit donc la charge de concevoir les mémoriaux de Longueval et Le Quesnoy en France, de Messines en Belgique et de Chunuk Bair à Gallipoli, quatre haut lieux du corps expéditionnaire néo-zélandais pendant la Grande Guerre. Outre la conception, S. Hurst Seager doit trouver l'implantation idéal du mémorial. C'est donc lui qui supervise les travaux d'installation du monument dont la réalisation est assurée par l'artiste valenciennois Félix Desruelles, auteur aussi du monument aux morts du Quesnoy. Les plans du monument des Néo-Zélandais en lui-même sont l'œuvre d'un dessinateur du British Flying Corps d'origine écossaise, Robert Henry Fraser, spécialiste des plâtres et fondateur de l'Art War Memorial Tablet en 1918.
- Le cimetière communal du Quesnoy et son extension hébergent 189 tombes de guerre du Commonwealth War Graves Commission de soldat morts en novembre 1918, dont 49 Néo-Zélandais[84],[85].

Durant les années 1950 et dans le cadre d'un syndicat d'initiatives, Maurice Aubry, professeur et artiste peintre, a donné vie aux remparts en y créant des espaces de loisirs fréquentés assiduement par les ouvriers du bassin de la Sambre, du Valenciennois et même des Lillois. Un terrain de camping aménagé sur les glacis accueillait tout ce monde ouvrier. Jean Devender, instituteur et cinéaste, continua son œuvre en créant des promenades adaptées à tout public et imagina l'ouverture de nouveaux étangs où les cygnes sauvages aimaient se poser.

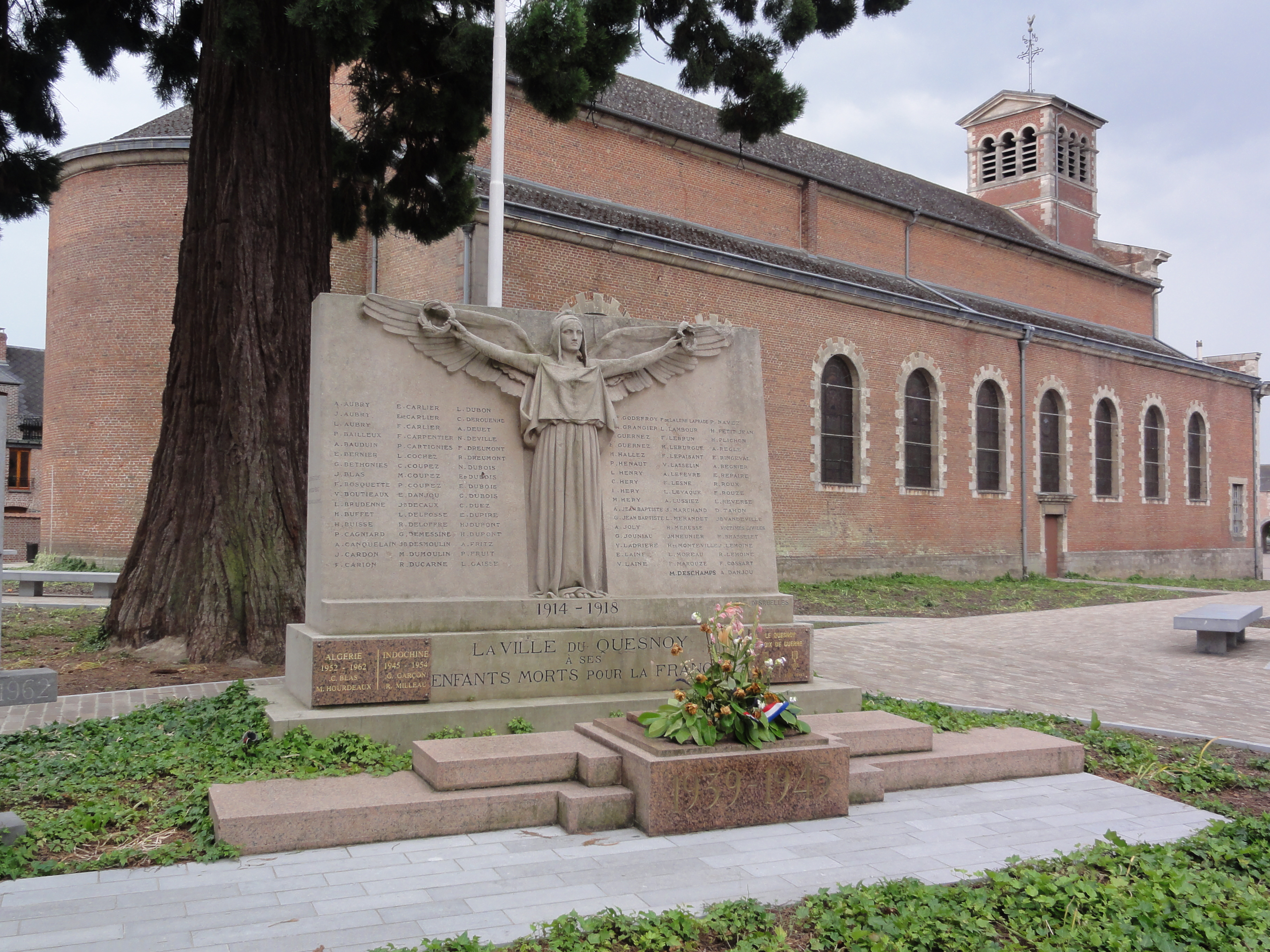
Le monument aux morts et l'église.
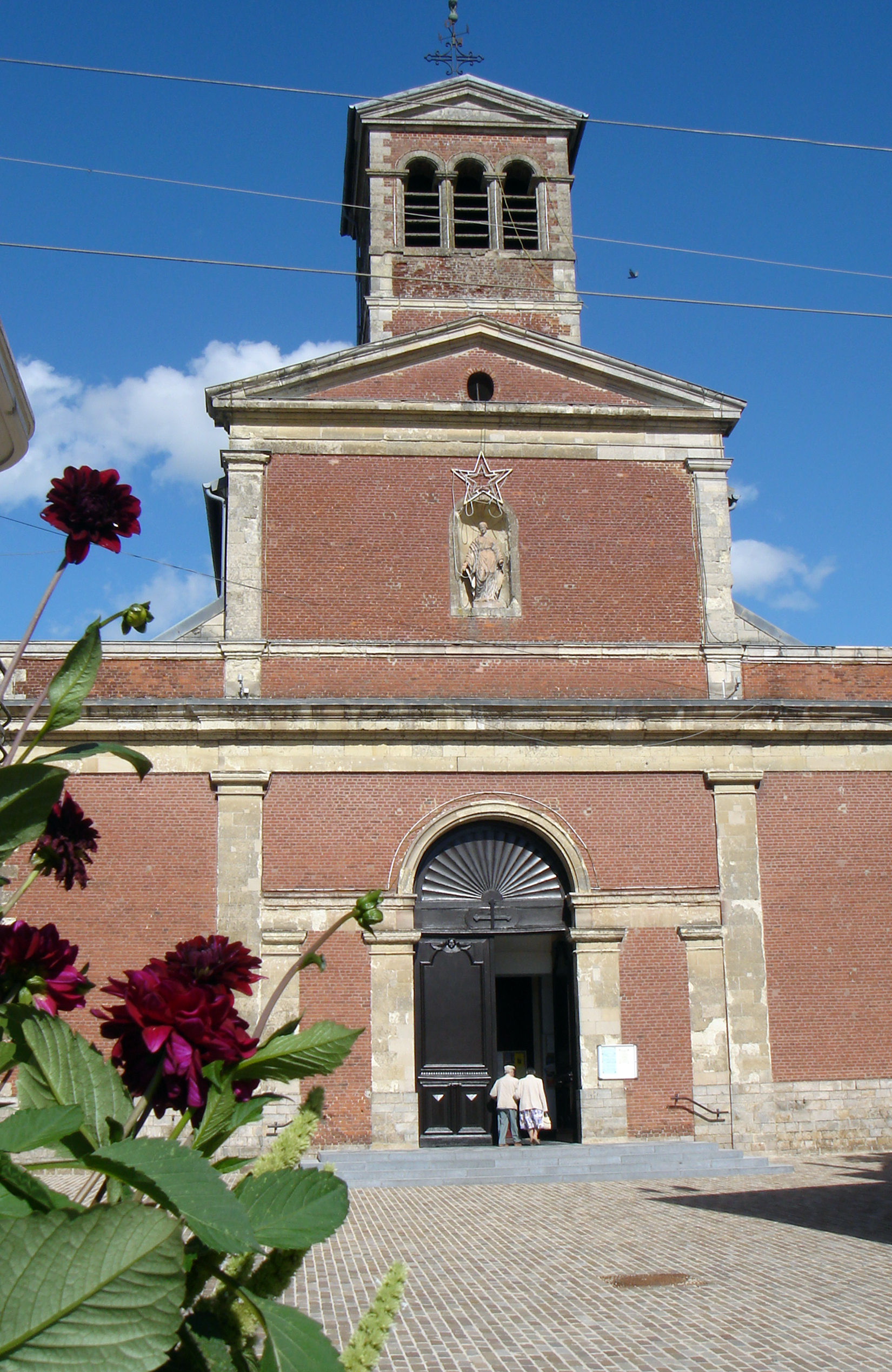
L'église Notre-Dame-de-l'Assomption.
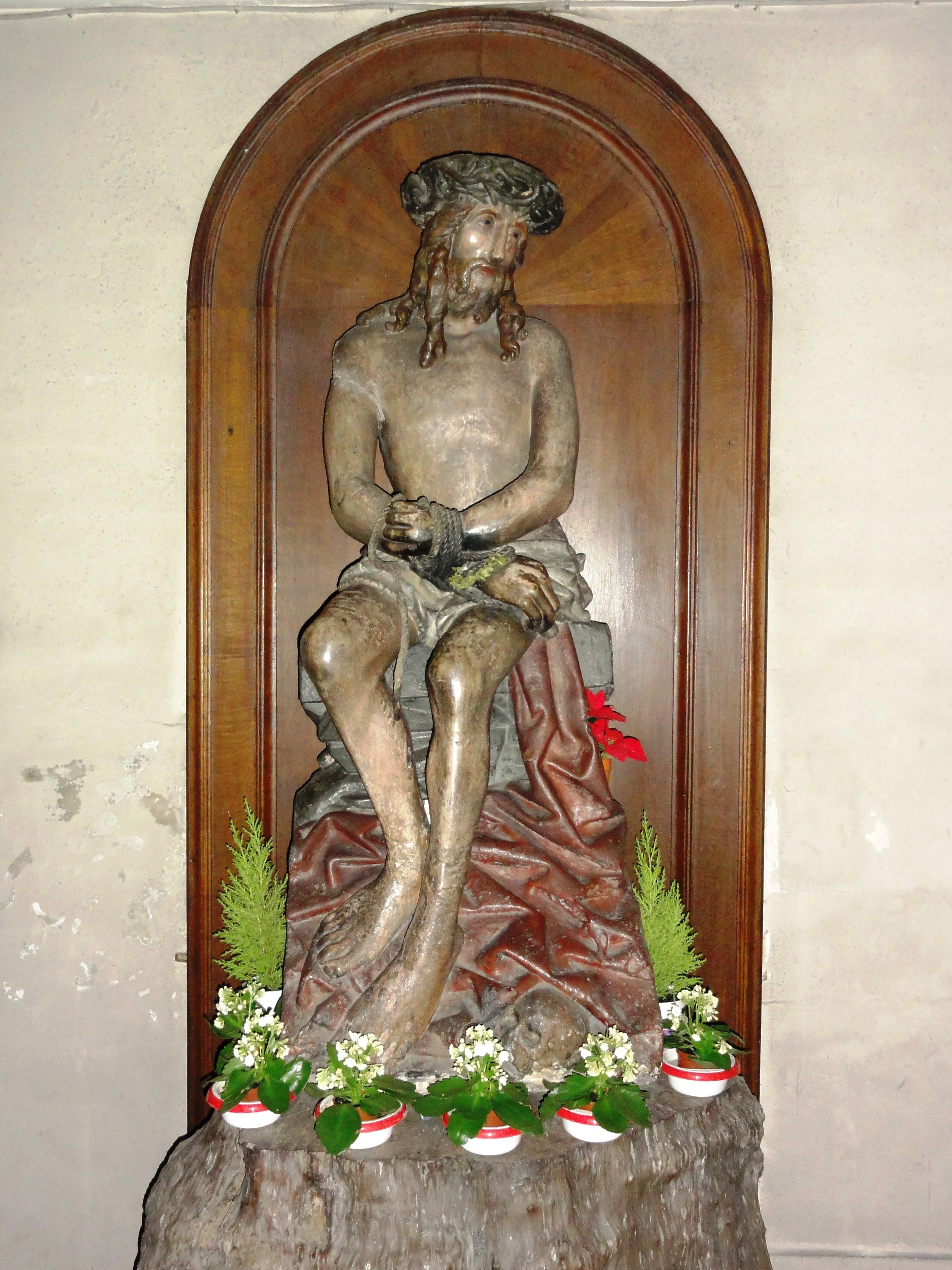
Le Christ aux liens.
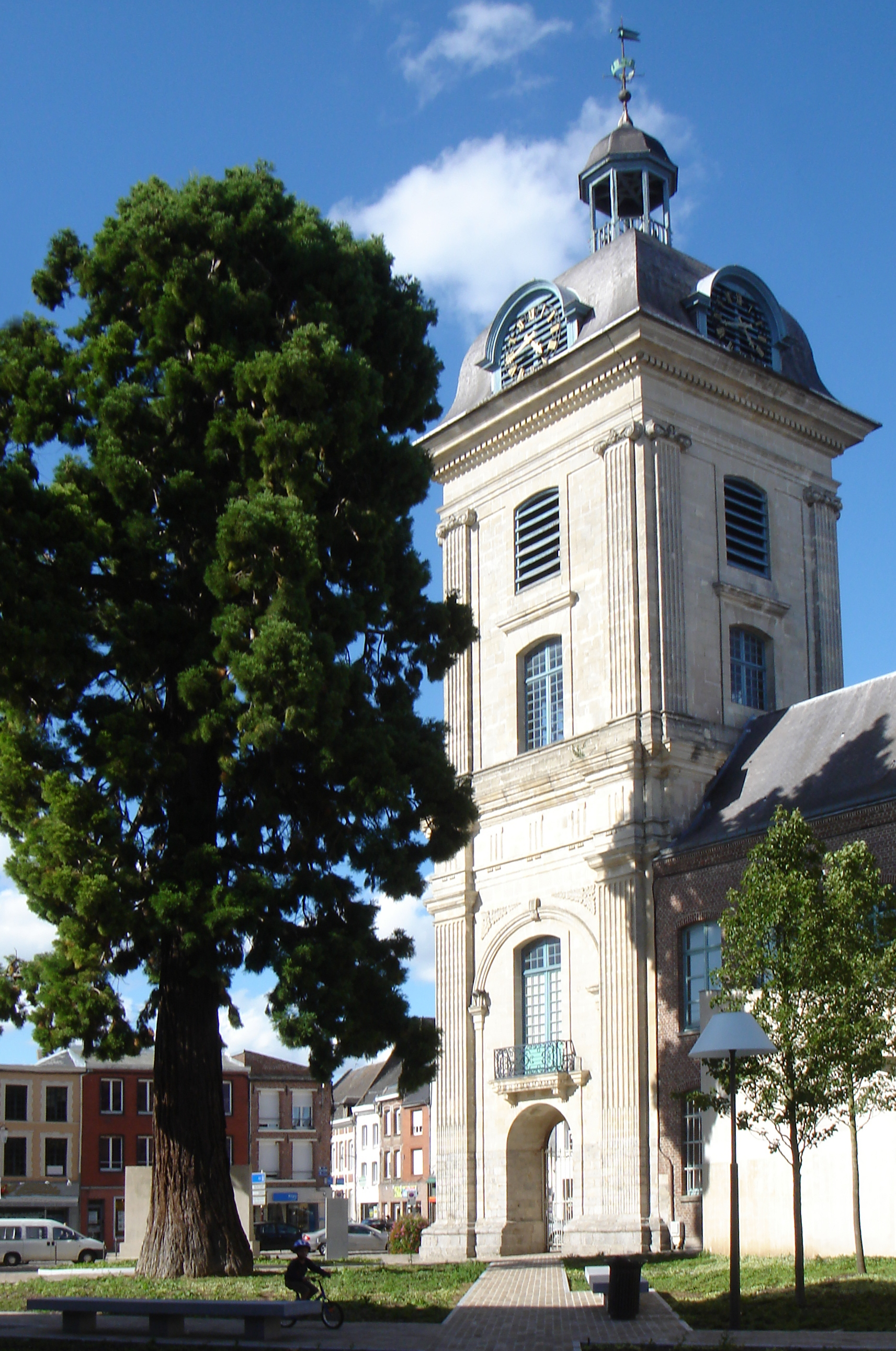
Le beffroi.
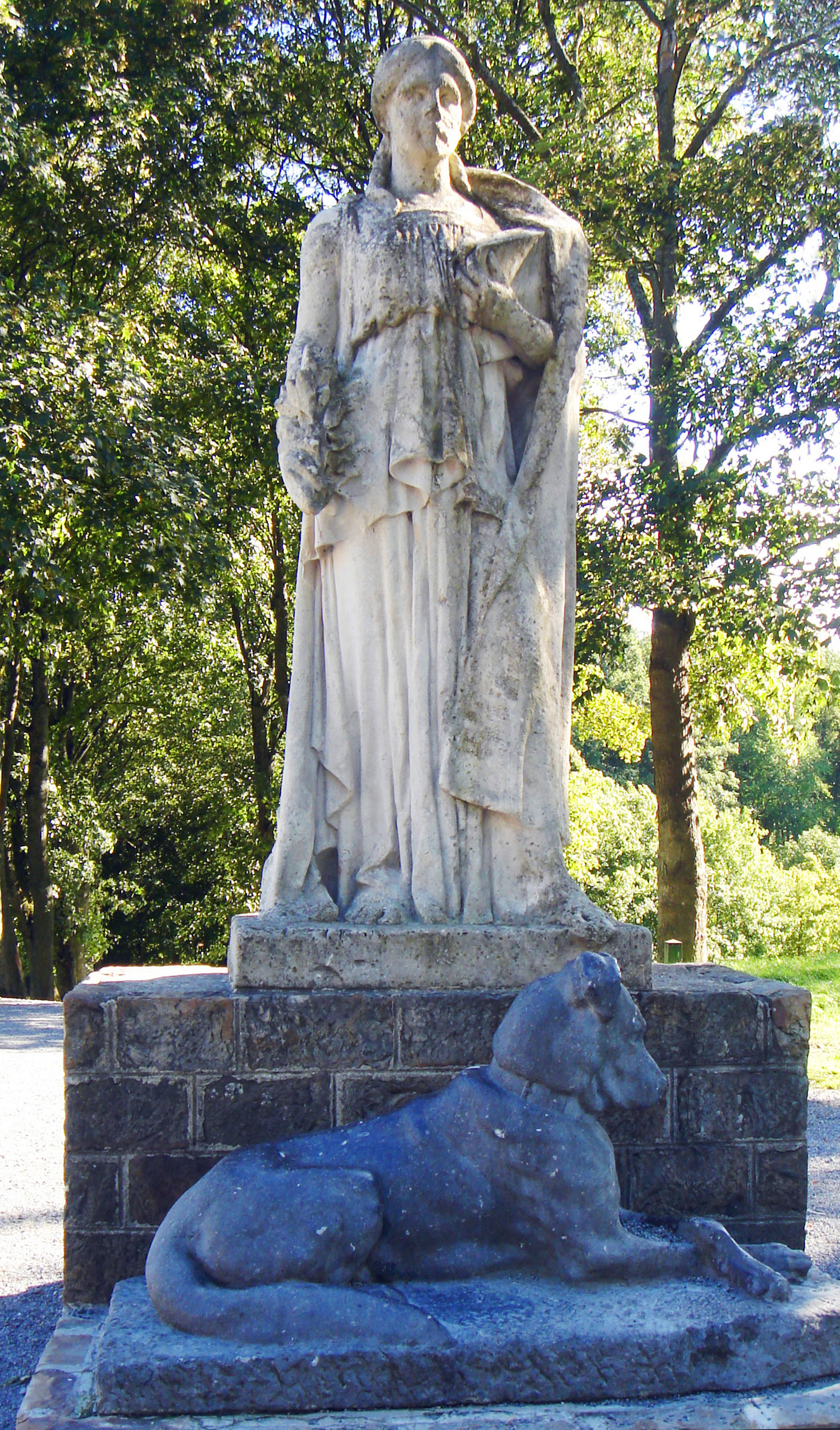
La Sagesse, statue classée.
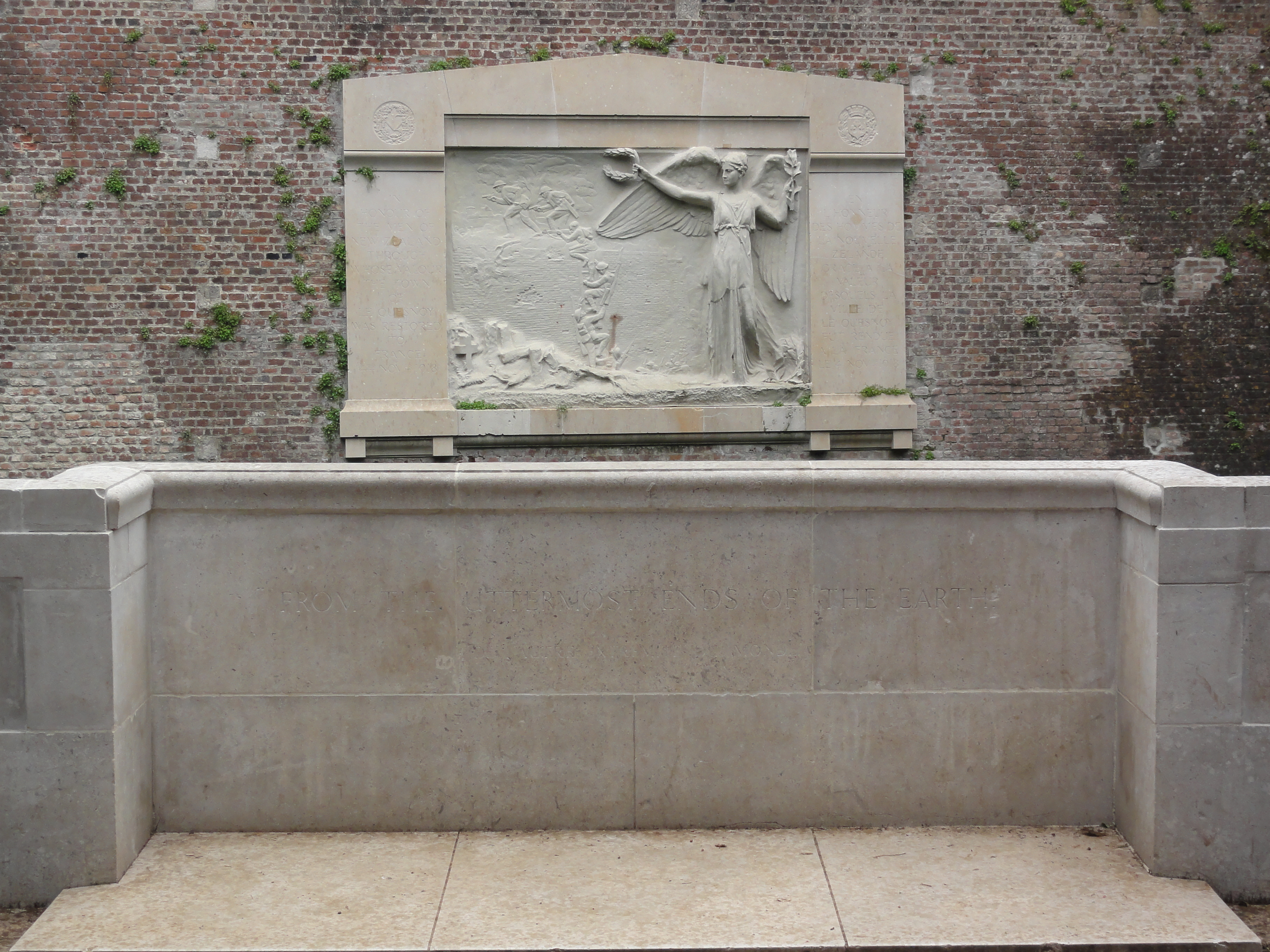
Le Mémorial des Néo-Zélandais.

### Personnalités liées à la commune

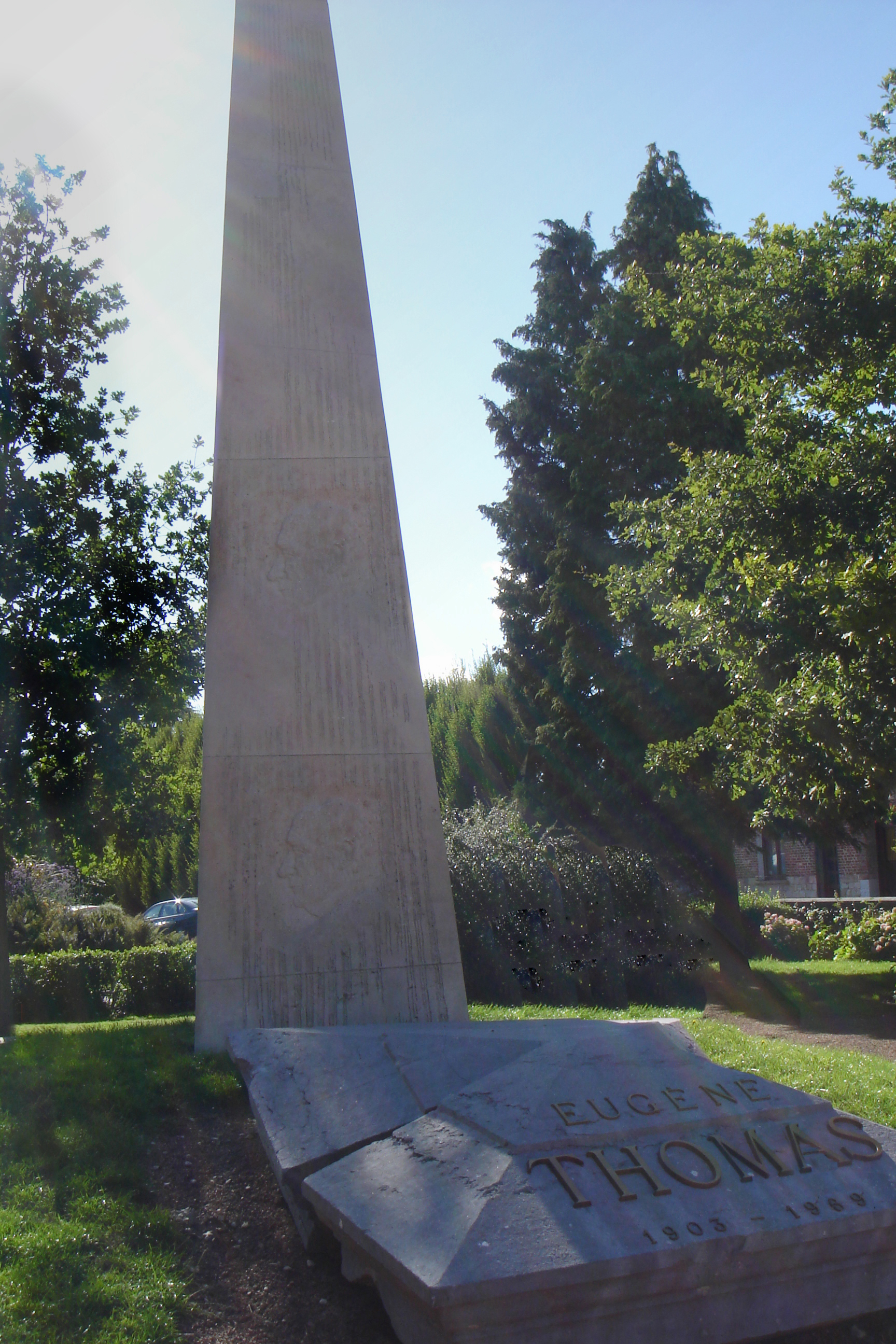
Stèle en hommage à Eugène Thomas.

#### Nées au Quesnoy
- Jacqueline de Hainaut (1401-1436)
- Mathieu d'Escouchy (1420-1482), chroniqueur de la fin de la guerre de Cent Ans
- Philippe de Clèves (1459-1528)
- Joseph François Antoine Lépine (1736-1797), général des armées de la République, y est né.
- Claude Emmanuel Joseph Aupépin (1747-1806), administrateur des eaux et forêts, député du Nord au Conseil des Cinq-Cents.
- Jean Antoine Joseph Baillion (1756-1815), homme politique, maire du Quesnoy, élu au Conseil des Anciens.
- Julien Auguste Joseph Mermet (1772-1837), général des armées de la République et de l'Empire.
- Ernest Carette (1808-1889), explorateur
- Casimir Fournier (1826-1887), homme politique né à Le Quesnoy, sénateur du Nord en 1879.
- Carlos-Lefebvre (1853-1938), peintre français
- Olivier Bonnaire, cycliste
- Ludovic Leroy, footballeur

#### Mortes au Quesnoy
- Marguerite de Bourgogne (1374-1441)
- Marguerite II de Hainaut
- Guillaume III de Hainaut
- Baudoin d'Avesnes

#### Liées au Quesnoy
- Charles Daniel-Vincent, ministre et maire du Quesnoy
- Eugène Thomas, député-maire du Quesnoy de 1945 à 1947 et de 1953 à sa mort en 1969 ; chef du réseau de résistants Brutus. La cité scolaire porte aujourd'hui son nom.

### Folklore

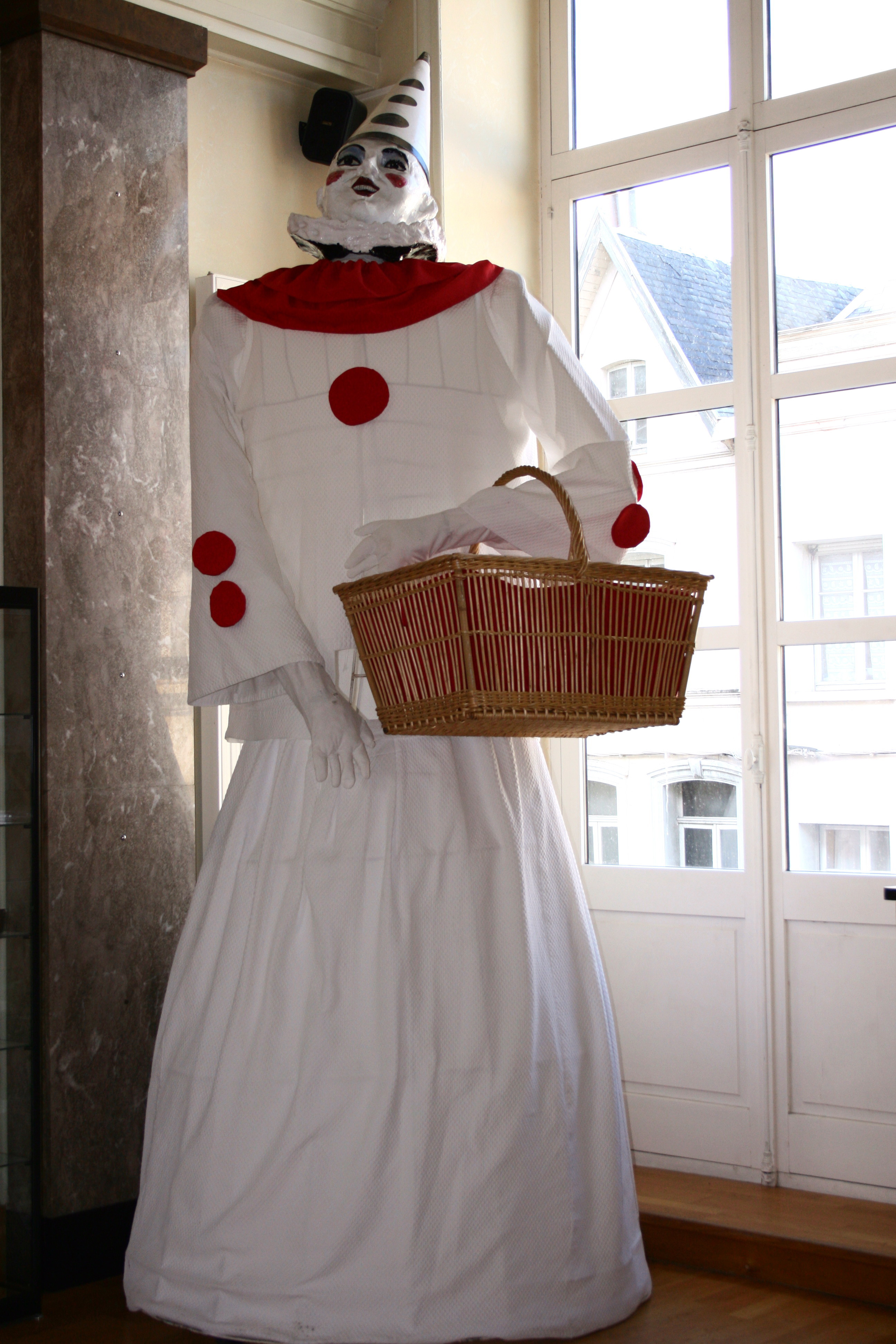
Pierrot Bimberlot.

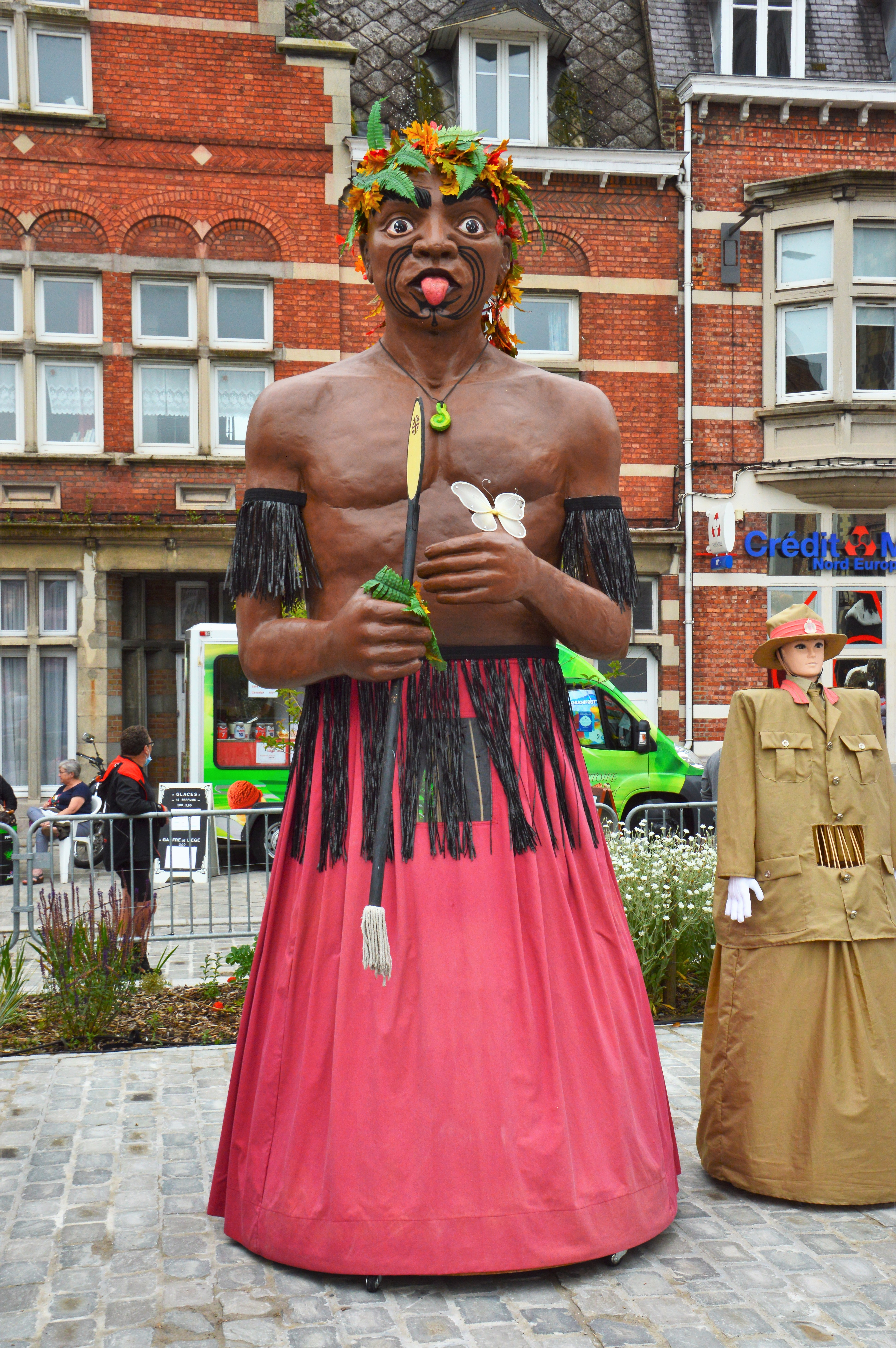
Géant Maori.

Le Quesnoy possède deux géants, conservés au premier étage de l'hôtel de ville : Pierrot Bimberlot, créé en 1904, et Maori, créé en 2004. Chaque premier dimanche du mois d'août, Pierrot Bimberlot parcourt la ville en distribuant des berlingots aux spectateurs.
Les troupes néo-zélandaises qui libérèrent la ville en 1918 comptaient dans leurs rangs une compagnie théâtrale appelée digger pierrots, dont les acteurs étaient grimés en pierrots. La coïncidence est passée inaperçue à l'époque.

### Héraldique
|  | Les armes du Quesnoy se blasonnent ainsi : « D'argent à un chêne de sinople, accosté de deux autres chênes plus petits, sur une terrasse du même. » |

En 1918, la commune reconnaissante aurait voulu ajouter une fougère argentée néo-zélandaise au blason (visite du Général Hart relayée par le Times et le Grey River Argus novembre 1918). Les règles de l'héraldique ont empêché la réalisation du projet.

## Pour approfondir